# Liste des routes régionales en Estonie
Ce article est une liste des routes régionales en Estonie.
Les routes principales d'Estonie se trouvent dans l'article liste des routes nationales de l'Estonie.

## Numérotation
Toutes les routes ont un numéro de route unique dans le registre routier estonien. Le numéro de route est indiqué devant le nom de la route dans la liste. Les numéros de route régionales vont de XX101 à XX999, où XX est le code du comté.
Les routes sont répertoriées par code de comté. Le numéro d'une route régionale traversant plusieurs comtés correspond au comté où commençait la route au moment de l'ajout du numéro de route. Le numéro de route n'est pas modifié si les limites du comté changent et que la route ne commence plus dans le comté actuel.

## Comté de Harju
- 11101 – Kallavere–Ülgase tee (3,7 km)
- 11102 – Maardu mõisa tee (3,1 km)
- 11103 – Maardu–Raasiku tee (12,0 km)
- 11104 – Kodasoo–Kaberla tee (3,6 km)
- 11105 – Kiiu–Soodla tee (9,4 km)
- 11106 – Kuusalu tee (1,9 km)
- 11107 – Kahala tee (3,2 km)
- 11108 – Valgejõe tee (4,9 km)
- 11109 – Jõelähtme–Kostivere tee (2,6 km)
- 11110 – Nehatu–Loo–Lagedi tee (3,9 km)
- 11111 – Lagedi jaama tee (0,8 km)
- 11112 – Lagedi–Jüri tee (4,7 km)
- 11113 – Assaku–Jüri tee (5,1 km)
- 11114 – Jüri–Vaida tee (8,5 km)
- 11115 – Kurna–Tuhala tee (20,7 km)
- 11116 – Kanama–Jõgisoo tee (6,1 km)
- 11117 – Valingu–Jõgisoo tee (5,1 km)
- 11121 – Kose tee (0,1 km)
- 11122 – Kose sanatooriumi tee (2,1 km)
- 11123 – Kose–Ravila–Nõmbra tee (8,1 km)
- 11124 – Viskla–Pikavere tee (10,1 km)
- 11125 – Perila–Jäneda tee (35,0 km)
- 11126 – Alavere tee (1,3 km)
- 11127 – Kaunissaare–Kehra tee (3,0 km)
- 11128 – Kehra Jaama tee (1,2 km)
- 11129 – Kehra tee (3,5 km)
- 11131 – Anija tee (1,7 km)
- 11132 – Soodla–Kehra tee (6,1 km)
- 11133 – Soodla tee (0,9 km)
- 11134 – Raudoja–Vikipalu–Kehra tee (10,7 km)
- 11136 – Alavere ring (0,9 km)
- 11137 – Alavere–Voose tee (9,8 km)
- 11141 – Ojasoo–Ardu tee (10,0 km)
- 11142 – Kõue–Virla tee (6,8 km)
- 11143 – Triigi–Kõue tee (1,4 km)
- 11151 – Tõdva–Nabala tee (8,9 km)
- 11152 – Kirdalu–Kiisa tee (5,0 km)
- 11153 – Kirdalu tee (2,0 km)
- 11154 – Tagadi–Kurtna tee (3,8 km)
- 11155 – Vaida tee (1,5 km)
- 11156 – Innu–Saare tee (2,0 km)
- 11157 – Sausti–Kiili tee (5,1 km)
- 11158 – Lähtse–Paekna tee (4,1 km)
- 11159 – Jäätmehoidla tee (0,8 km)
- 11161 – Ruila–Laitse tee (5,8 km)
- 11162 – Riisipere–Nurme tee (6,6 km)
- 11164 – Riisipere jaama tee (0,3 km)
- 11165 – Viruküla–Riisipere tee (3,7 km)
- 11166 – Turba–Lehetu tee (5,1 km)
- 11167 – Ellamaa–Koluvere tee (20,4 km)
- 11168 – Lehetu–Nurme tee (6,2 km)
- 11169 – Ellamaa jaama tee (0,9 km)
- 11171 – Kulna–Vasalemma tee (6,9 km)
- 11172 – Vasalemma karjääri tee (1,4 km)
- 11173 – Vasalemma jaama tee (1,4 km)
- 11174 – Paldiski–Padise tee (15,2 km)
- 11175 – Viruküla–Padise tee (19,1 km)
- 11176 – Padise–Kurkse–Harju-Risti tee (15,0 km)
- 11177 – Kurkse tee (1,0 km)
- 11178 – Ämari tee (3,3 km)
- 11179 – Ellamaa–Lehetu tee (5,4 km)
- 11180 – Paldiski Lõunasadama tee (0,7 km)
- 11181 – Laoküla tee (0,9 km)
- 11182 – Järvekalda tee (1,1 km)
- 11183 – Paldiski majaka tee (3,8 km)
- 11184 – Alliku–Laagri–Hüüru tee (6,9 km)
- 11185 – Hüüru–Alliku tee (4,6 km)
- 11186 – Tutermaa–Vanamõisa tee (4,1 km)
- 11188 – Kumna tee (2,6 km)
- 11191 – Harku–Rannamõisa tee (5,9 km)
- 11192 – Hüüru–Saue tee (6,5 km)
- 11193 – Kumna–Vääna tee (8,5 km)
- 11194 – Karjaküla tee (2,5 km)
- 11195 – Keila–Keila-Joa tee (9,1 km)
- 11196 – Klooga jaama tee (2,5 km)
- 11197 – Kloogaranna tee (1,0 km)
- 11198 – Klooga tee (1,9 km)
- 11199 – Põllküla–Madise tee (8,7 km)
- 11201 – Vaida–Pajupea tee (9,5 km)
- 11202 – Vaida–Urge tee (24,9 km)
- 11203 – Kolu–Tammiku tee (7,1 km)
- 11204 – Kolu–Hajaba tee (12,7 km)
- 11205 – Kuivajõe–Kose-Uuemõisa tee (2,0 km)
- 11206 – Vardja–Ravila tee (3,2 km)
- 11207 – Paunküla–Vetla tee (13,9 km)
- 11208 – Paunküla–Kiruvere–Ardu tee (7,7 km)
- 11220 – Kernu–Kohila tee (17,0 km)
- 11230 – Harju-Risti–Riguldi–Võntküla tee (75,6 km)
- 11231 – Kõmmaste–Hatu tee (11,7 km)
- 11232 – Vihterpalu tee (1,5 km)
- 11233 – Keibu–Alliklepa tee (3,1 km)
- 11234 – Harju-Risti–Paeküla tee (2,5 km)
- 11235 – Harju-Risti tee (1,6 km)
- 11240 – Tõdva–Hageri tee (14,8 km)
- 11241 – Kasemetsa–Kiisa tee (2,8 km)
- 11242 – Kasemetsa tee (2,6 km)
- 11243 – Kiisa jaama tee (0,6 km)
- 11244 – Kiisa–Maidla tee (8,4 km)
- 11245 – Kiisa–Kohila tee (6,5 km)
- 11247 – Ääsmäe–Hageri tee (13,2 km)
- 11250 – Viimsi–Randvere tee (10,9 km)
- 11251 – Viimsi–Rohuneeme tee (7,3 km)
- 11252 – Leppneeme tee (3,1 km)
- 11253 – Leppneeme sadama tee (0,4 km)
- 11254 – Muuga tee (2,6 km)
- 11258 – Ellandvahe tee (2,1 km)
- 11259 – Jõelähtme tee (0,1 km)
- 11260 – Jõelähtme–Kemba tee (41,0 km)
- 11261 – Jägala-Joa tee (1,1 km)
- 11262 – Ruu–Ihasalu tee (11,3 km)
- 11263 – Kaberla–Kaberneeme tee (6,5 km)
- 11264 – Kalevi–Liiva tee (0,7 km)
- 11265 – Valkla–Haapse tee (3,7 km)
- 11266 – Kiiu–Kaberneeme tee (9,8 km)
- 11267 – Kuusalu–Valkla tee (8,8 km)
- 11268 – Kolga–Pudisoo tee (7,4 km)
- 11270 – Kuusalu–Leesi tee (22,1 km)
- 11271 – Hara tee (5,9 km)
- 11272 – Leesi–Hara tee (8,7 km)
- 11273 – Kahala–Andineeme tee (3,5 km)
- 11274 – Hirvli–Mustmetsa tee  (6,3 km) [2]
- 11275 – Hirvli–Vahastu tee (5,4 km)
- 11276 – Vahastu–Mustametsa tee (1,9 km)
- 11280 – Loksa–Viinistu tee (9,7 km)
- 11281 – Kotka–Valgejõe tee (9,6 km)
- 11282 – Kemba–Kolgaküla tee (8,1 km)
- 11283 – Loksa–Hara tee (7,9 km)
- 11284 – Mere tee (1,3 km)
- 11285 – Loksa–Pärispea tee (10,5 km)
- 11286 – Kasispea–Ilumäe tee (8,1 km)
- 11287 – Viinistu–Pärispea tee (3,3 km)
- 11288 – Ulliallika–Kolga tee (2,1 km)
- 11290 – Tallinna–Lagedi tee (3,6 km)
- 11300 – Lagedi–Aruküla–Peningi tee (16,4 km)
- 11301 – Lagedi tee (0,8 km)
- 11302 – Lagedi–Kostivere tee (9,6 km)
- 11303 – Jüri–Aruküla tee (8,4 km)
- 11304 – Aruküla–Kostivere tee (9,2 km)
- 11306 – Kalesi–Töhelgi tee (1,8 km)
- 11307 – Kostivere tee (1,3 km)
- 11310 – Aruvalla–Jägala tee (28,3 km)
- 11311 – Perila tee (2,2 km)
- 11312 – Raasiku kaubajaama tee (0,3 km)
- 11313 – Raasiku–Kehra tee (10,8 km)
- 11314 – Raasiku haigla tee (0,5 km)
- 11315 – Raasiku–Anija tee (5,9 km)
- 11316 – Raasiku jaama tee (1,8 km)
- 11317 – Raasiku Elektri tee (1,7 km)
- 11318 – Raasiku meistripunkti tee (0,4 km)
- 11330 – Järveküla–Jüri tee (9,0) km
- 11332 – Jüri bensiinijaama tee (0,9 km)
- 11333 – Veski tee (0,8 km)
- 11334 – Raeküla tee (3,2 km)
- 11340 – Tallinna–Saku–Laagri tee (15,7 km)
- 11342 – Saku–Tõdva tee (7,4 km)
- 11343 – Kanama tee (2,4 km)
- 11344 – Kanama–Üksnurme tee (4,4 km)
- 11345 – Rahula–Saku tee (7,7 km)
- 11360 – Riisipere–Kernu tee (12,0 km)
- 11361 – Kernu tee (0,5 km)
- 11362 – Nissi tee (1,0 km)
- 11370 – Keila–Ääsmäe tee (8,1 km)
- 11371 – Keila–Ohtu tee (3,5 km)
- 11380 – Riisipere–Vasalemma tee (14,1 km)
- 11381 – Munalaskme–Laitse tee (8,4 km)
- 11382 – Laitse aiandusühistute tee (4,6 km)
- 11383 – Jaanika jaama tee (1,7 km)
- 11384 – Kibuna jaama tee (2,7 km)
- 11385 – Laitse–Kibuna tee (2,5 km)
- 11389 – Viti tee (1,7 km)
- 11390 – Tallinna–Rannamõisa–Kloogaranna tee (34,2 km)
- 11391 – Rannamõisa siseteed  (6,1 km)[2]
- 11392 – Suurupi tee (4,7 km)
- 11393 – Vääna-Jõesuu suvelaagri tee  (0,9 km)[2]
- 11394 – Keila-Joa siseteed (0,8 km)
- 11395 – Laulasmaa–Lohusalu tee (3,8 km)
- 11396 – Lohusalu puhkekodu tee (0,2 km)
- 11397 – Klooga aiandusühistu tee (1,8 km)
- 11398 – Kloogaranna mere tee (1,1 km)
- 11399 – Klooga suvilate tee (1,1 km)
- 11401 – Laagri–Harku tee (6,3 km)
- 11402 – Ääsmäe tee (1,0 km)
- 11403 – Ääsmäe mõisa tee (1,5 km)
- 11404 – Ääsmäe traktori tee (0,8 km)
- 11406 – Ääsmäe–Kernu tee (10,1 km)
- 11407 – Kernu invakodu tee (0,8 km)
- 11410 – Kiia–Vääna–Viti tee (13,6 km)
- 11411 – Vääna–Keila–Joa tee (6,5 km)
- 11412 – Liikva–Rannamõisa tee (5,2 km)
- 11413 – Ranna tee (Tabasalu) (1,1 km)
- 11474 – Jõesuu silla tee (0,3 km)

## Comté de Hiiu
- 12101 – Heltermaa–Sarve–Aruküla tee (9,2 km)
- 12102 – Hilleste–Hellamaa tee (11,1 km)
- 12103 – Suuremõisa tee (1,4 km)
- 12104 – Tempa–Suuresadama tee (6,6 km)
- 12105 – Tammela–Hellamaa tee (9,7 km)
- 12106 – Partsi–Kuri tee (3,0 km)
- 12107 – Partsi karjääri tee (1,4 km)
- 12108 – Palade–Kõlunõmme (5,4 km)
- 12109 – Palade–Tubala tee (5,0 km)
- 12110 – Lennujaama tee (2,3 km)
- 12111 – Rehemäe tee (2,4 km)
- 12112 – Kidaste küla tee (2,7 km)
- 12113 – Tahkuna majaka tee (10,6 km)
- 12114 – Posti–Malvaste tee (3,7 km)
- 12115 – Kõrgessaare–Hüti–Puski tee (16,5 km)
- 12116 – Kõrgessaare sadama tee (2,1 km)
- 12117 – Jõeranna–Kõrgessaare tee (2,2 km)
- 12118 – Nõmba–Silde tee (10,6 km)
- 12119 – Nõmba–Vilivalla tee (2,9 km)
- 12120 – Ristivälja–Kolga–Käina tee (7,0 km)
- 12121 – Allika–Vaemla tee (4,3 km)
- 12122 – Suuremõisa–Salinõmme tee (5,1 km)
- 12123 – Vaemla–Kassari–Luguse tee (13,4 km)
- 12124 – Sääre tirbi tee (2,5 km)
- 12125 – Nasva küla tee (1,3 km)
- 12126 – Käina–Ühtri–Aadma–Kuriste tee (14,7 km)
- 12127 – Ühtri–Lelu tee (1,9 km)
- 12128 – Luguse–Aadma tee (4,2 km)
- 12129 – Valgu–Lelu–Leemeti tee (20,2 km)
- 12130 – Nurste–Kuriste tee (8,5 km)
- 12131 – Harju–Leisu tee (8,7 km)
- 12132 – Emmaste–Tohvri tee (8,0 km)
- 12133 – Metsalauka–Viiri tee (2,1 km)
- 12134 – Haldi sadama tee (2,0 km)
- 12135 – Käina–Hüti tee (20,5 km)
- 12136 – Puski–Kõpu–Ristna tee (20,8 km)
- 12137 – Luidja–Pärnaku tee (4,6 km)
- 12138 – Märjakaasiku–Kiduspe–Kõpu tee (8,8 km)
- 12139 – Kõpu majaka tee (1,6 km)
- 12140 – Ristna majaka tee (2,2 km)
- 12141 – Kalana sadama tee (1,1 km)
- 12142 – Ristna–Hirmuste tee (4,3 km)
- 12143 – Mõisa–Lepiku tee (2,8 km)
- 12144 – Viiterna–Mõisa tee (1,7 km)
- 12145 – Kanala–Lundi–Mõisa tee (2,2 km)
- 12146 – Vana Jausa tee (0,9 km)
- 12147 – Jausa II – Jausa III (3,3 km)
- 12148 – Tilga–Ollima tee (2,5 km)
- 12149 – Kassari surnuaia tee (1,4 km)
- 12150 – Esiküla–Kassari tee (2,5 km)
- 12151 – Moostre tee (0,8 km)
- 12152 – Moostre–Moka tee (1,3 km)
- 12153 – Ristivälja–Moka tee (0,9 km)
- 12154 – Nõmme tee (1,2 km)
- 12155 – Niidiküla tee (1,4 km)
- 12156 – Kaasiku tee (3,2 km)
- 12157 – Luguse–Kakumaa tee (1,5 km)
- 12158 – Utuküla tee (1,1 km)
- 12159 – Malvaste–Koidma–Kidaste tee (2,4 km)
- 12160 – Suureranna tee (3,2 km)
- 12161 – Ojaküla tee 3,0 km
- 12162 – Poama tee 3,2 km
- 12163 – Reigi küla tee 1,8 km
- 12164 – Padu–Alato tee 0,6 km
- 12165 – Kärdla–Hausma–Lennujaama tee 4,1 km
- 12166 – Sakla–Loja–Vilivalla tee 6,0 km
- 12167 – Pühalepa–Kerema tee 3,8 km

## Comté de Viru-Est
- 13101 – Jõhvi–Ereda tee 9,2 km
- 13102 – Ahtme–Rausvere tee 2,6 km
- 13103 – Lüganuse–Oandu–Tudu tee 26,5 km
- 13104 – Rannu–Aseri tee 2,4 km
- 13105 – Kõrve–Toila tee 5,4 km
- 13106 – Sillamäe–Viivikonna tee 9,1 km
- 13107 – Müdiküla–Sirgala tee 5,3 km
- 13109 – Narva–Mustajõe tee 16,7 km
- 13110 – Väike-Pungerja–"Estonia" kaevanduse tee 2,7 km
- 13111 – Kauksi–Vasknarva tee 29,6 km
- 13112 – Iisaku–Alajõe tee 10,7 km
- 13113 – Koogu–Kalvi tee 4,5 km
- 13114 – Kalma–Mustvee tee 7,4 km
- 13115 – Kohtla–Kohtla-Nõmme tee 3,4 km
- 13116 – Vanaküla–Kohtla jaama tee 2,0 km
- 13118 – Purtse–Lüganuse tee 5,1 km
- 13119 – Purtse–Hiie tee 3,2 km
- 13121 – Voorepera–Saka tee 6,8 km
- 13123 – Aa–Hooldekodu tee 0,8 km
- 13124 – Kiviõli–Maidla tee 3,6 km
- 13125 – Maidla–Hirmuse tee 6,8 km
- 13126 – Kohtla-Järve–Mäetaguse tee 21,8 km
- 13127 – Sonda–Oandu tee 15,6 km
- 13128 – Oandu–Rääsa tee 5,5 km
- 13129 – Savala–Arvila tee 24,2 km
- 13130 – Savala–Uniküla tee 2,7 km
- 13131 – Sonda tee 0,9 km
- 13132 – Kõrkküla–Erra tee 10,5 km
- 13133 – Saka–Ontika–Toila tee 20,0 km
- 13134 – Kukruse–Tammiku tee 8,1 km
- 13135 – Pagari–Illuka tee 9,6 km
- 13136 – Jõhvi–Uikala tee 8,0 km
- 13137 – Järve–Ontika tee 2,2 km
- 13138 – Lagedi–Oru tee 1,6 km
- 13139 – Lagedi–Pühajõe tee 2,5 km
- 13140 – Toila kooli tee 1,2 km
- 13141 – Sillamäe–Vaivara tee 2,7 km
- 13142 – Mototreki tee 1,9 km
- 13143 – Vaivara jaama tee 0,5 km
- 13144 – Sillamäe–Sinimäe tee 5,8 km
- 13145 – Hiiemetsa–Auvere tee 6,5 km
- 13146 – Vodava–Meriküla maantee 4,3 km
- 13147 – Peeterristi–Kudruküla tee 5,1 km
- 13148 – Narva–Arumäe tee 8,3 km
- 13149 – Lapiotsa–Soldina tee 3,5 km
- 13150 – Jõuga–Raudi tee 12,9 km
- 13151 – Mäetaguse–Iisaku tee 19,7 km
- 13152 – Sälliku–Kuru tee 6,6 km
- 13153 – Kauksi–Kuru tee 3,9 km
- 13154 – Iisaku–Varesmetsa tee 7,1 km
- 13155 – Tärivere–Iisaku tee 3,4 km
- 13156 – Iisaku haigla tee 0,5 km
- 13157 – Kuremäe–Soompea tee 2,4 km
- 13158 – Agusalu–Permisküla tee 5,4 km
- 13159 – Karjamaa–Remniku tee 2,6 km
- 13161 – Lohusuu–Maetsma tee 12,4 km
- 13162 – Kalma–Avinurme tee 15,0 km
- 13163 – Vadi–Jõemetsa tee 6,2 km
- 13164 – Avinurme–Paadenurme tee 4,0 km
- 13165 – Oonurme–Aadomäe tee 8,3 km
- 13166 – Kruusoja–Peressaare tee 5,2 km
- 13167 – Ulvi–Laekannu tee 8,9 km
- 13168 – Ulvi–Lilastvere–Torma tee 14,5 km
- 13169 – Alekere–Laekannu tee 3,9 km
- 13170 – Ulvi–Piilsi tee 8,9 km
- 13171 – Lüganuse kalmistu tee 3,3 km
- 13172 – Kõrve tee 1,1 km
- 13173 – Sahargu tee 2,3 km
- 13174 – Avinurme tee 0,4 km
- 13175 – Tudulinna medpunkti tee 0,7 km
- 13176 – Sonda jaama tee 1,5 km
- 13177 – Lüganuse tee 0,6 km
- 13178 – Püssi jaama tee 1,9 km
- 13179 – Püssi tee 0,5 km
- 13180 – Vanaküla–Sininõmme tee 1,7 km
- 13181 – Jõetaguse–Aruküla–Mäetaguse tee 8,9 km
- 13182 – Jaama–Kuningaküla tee 14,5 km
- 13183 – Tudulinna–Sahargu tee 3,5 km
- 13184 – Sompa tee  0,7 km[2]
- 13185 – Uljaste tee 3,0 km
- 13186 – Sirgala tee 0,5 km
- 13187 – Toila–Oru tee 6,0 km
- 13188 – Noorte laagri tee 1,1 km
- 13189 – Soldina jaama tee 0,7 km
- 13190 – Purtse–Liimala–Kõrkküla tee 4,6 km
- 13191 – Soodumäe–Moldova–Aa tee 6,4 km
- 13192 – Varja–Moldova tee 2,3 km
- 13193 – Moldova karjääri tee 1,8 km
- 13194 – Aa–Aa ranna tee 2,0 km
- 13195 – Järveküla–Valaste tee 5,1 km
- 13196 – Martsa–Allküla tee 2,4 km
- 13197 – Toila–Voka tee 3,7 km
- 13198 – Voka–Sillamäe tee 7,7 km
- 13199 – Konju–Voka tee 1,7 km
- 13200 – Pimestiku–Udria tee  3,6 km[2]
- 13201 – Sonda–Satsu tee 3,7 km
- 13202 – Aruvälja–Soonurme tee 2,5 km
- 13203 – Aru–Rebu tee 2,2 km
- 13204 – Pagari–Tarakuse–Illuka tee 7,6 km
- 13205 – Ereda–Võrnu–Sala tee 3,8 km
- 13206 – Apandiku–Võrnu–Kiikla tee 5,1 km
- 13207 – Jõuga–Koldamäe tee 3,6 km
- 13208 – Kuremäe–Kaidma tee 2,8 km
- 13209 – Mäetaguse tee 3,8 km
- 13210 – Puhkova tee 0,7 km
- 13211 – Peeterristi tee 1,0 km
- 13212 – Kudruküla–Pohkova tee 2,0 km

## Comté de Jõgeva
- 14101 – Saare–Pala–Kodavere tee 24,9 km
- 14102 – Lümati–Kadrina tee 1,8 km
- 14103 – Esku–Pilistvere–Arussaare tee 13,9 km
- 14104 – Assikvere–Pala tee 6,0 km
- 14105 – Halliku–Pala tee 7,1 km
- 14106 – Ranna–Saare tee 16,5 km
- 14107 – Vanassaare–Ruskavere tee 10,2 km
- 14108 – Sepa–Koogi–Laeva tee 15,5 km
- 14109 – Otsa–Koseveski tee 2,0 km
- 14110 – Murru–Mustvee tee 7,4 km
- 14111 – Raja tee 0,7 km
- 14112 – Saare–Torma tee 17,9 km
- 14113 – Vanassaare tee 1,1 km
- 14115 – Voore–Levala tee 3,5 km
- 14116 – Linnutaja tee 4,0 km
- 14117 – Torma–Kivijärve tee 13,6 km
- 14118 – Vaiatu–Mälaja tee 2,4 km
- 14119 – Võidivere–Torma tee 2,3 km
- 14120 – Näduvere–Sadala tee 7,1 km
- 14121 – Kantküla–Sadala tee 4,5 km
- 14122 – Kantküla–Rääbise tee 5,1 km
- 14123 – Kääpa–Levala–Putu tee 7,2 km
- 14124 – Kilbavere–Lilastvere tee 2,4 km
- 14125 – Tähkvere–Oti tee 6,4 km
- 14126 – Sadula–Tuimõisa–Reastvere tee 7,1 km
- 14127 – Kodismaa–Leedi–Reastvere tee 6,4 km
- 14128 – Leedi–Sadala tee 3,2 km
- 14129 – Rassiku–Näduvere tee 3,8 km
- 14130 – Liikatku–Lullikatku tee 1,3 km
- 14131 – Kivijärve–Varbevere tee 7,5 km
- 14132 – Varbevere–Süvalepa tee 4,7 km
- 14133 – Palamuse–Veia–Otsa tee 18,3 km
- 14134 – Laiusevälja–Toovere tee 12,1 km
- 14135 – Laiuse–Kuremaa tee 7,7 km
- 14136 – Kuremaa–Soomevere tee 3,6 km
- 14137 – Jõgeva–Palamuse–Saare tee 27,3 km
- 14138 – Kassinurme–Änkküla tee 5,4 km
- 14139 – Jõgeva–Mutso tee 1,7 km
- 14140 – Jõgeva–Jõgeva aleviku tee 1,0 km
- 14142 – Jõgeva–Tooba tee 3,7 km
- 14143 – Õuna–Mutso tee 4,3 km
- 14144 – Kaera–Liivoja tee 5,3 km
- 14145 – Vaimastvere–Laiuse tee 13,6 km
- 14146 – Vägeva–Pedja tee 12,6 km
- 14147 – Lauluväljaku tee 2,2 km
- 14148 – Siimusti–Kaave tee 6,1 km
- 14149 – Siimusti–Härjanurme tee 4,3 km
- 14150 – Painküla–Puurmani tee 17,9 km
- 14151 – Tammiku–Pööra tee 4,5 km
- 14152 – Kursi tee 1,4 km
- 14153 – Põdra tee 0,3 km
- 14154 – Tooma tee 1,4 km
- 14155 – Kärde tee 0,7 km
- 14156 – Vaimastvere–Endla tee 3,6 km
- 14157 – Paduvere–Kõola tee 3,7 km
- 14158 – Kaude–Soomevere tee 3,6 km
- 14159 – Palupere–Kivijärve tee 4,9 km
- 14160 – Vaiatu–Tõikvere tee 2,7 km
- 14162 – Aidu–Kalana–Põltsamaa tee 17,4 km
- 14163 – Adavere–Rutikvere tee 10,3 km
- 14164 – Lahavere–Jõeküla tee 12,4 km
- 14165 – Tapiku–Kõrkküla tee 7,7 km
- 14166 – Mõhküla–Eistvere tee 8,4 km
- 14167 – Pisisaare–Kalana tee 5,2 km
- 14169 – Pajusi–Loopre tee 5,3 km
- 14170 – Põltsamaa–Pajusi–Luige tee 14,0 km
- 14171 – Sulustvere–Lustivere tee 2,7 km
- 14172 – Põltsamaa–Lustivere–Pudivere tee 9,6 km
- 14173 – Kaliküla–Lustivere tee 2,6 km
- 14174 – Annikvere–Põltsamaa tee 3,7 km
- 14175 – Pikknurme–Põltsamaa tee 20,0 km
- 14176 – Annikvere–Umbusi tee 8,5 km
- 14177 – Neanurme–Umbusi tee 6,9 km
- 14178 – Pikknurme–Härjanurme tee 14,5 km
- 14179 – Puurmani–Jüriküla–Kirna maantee 5,9 km
- 14180 – Puurmani–Tabivere tee 22,7 km
- 14181 – Esku–Võisiku tee 2,6 km
- 14183 – Rõstla–Vitsjärve tee 2,3 km
- 14184 – Vitsjärve–Räsna tee 4,3 km
- 14185 – Viruvere–Kureküla tee 3,9 km
- 14186 – Adavere–Puiatu tee 3,0 km
- 14187 – Pajusi–Sepasaase–Mällu tee 6,1 km
- 14188 – Kolmeristi–Pisisaare tee 1,5 km
- 14189 – Kolmeristi–Vorsti–Pajusi tee 3,0 km
- 14190 – Kõpu–Tapiku tee 11,6 km
- 14191 – Neanurme–Tõrenurme–Pudivere tee 5,2 km
- 14193 – Puurmani–Ässa–Tõrve tee 7,4 km
- 14194 – Tammiku–Tõrve tee 4,6 km
- 14195 – Pööraküla tee 2,5 km
- 14196 – Saarevälja–Kurukse–Saduküla tee 4,9 km
- 14199 – Kaarepere–Visusti tee 6,3 km
- 14200 – Pikkjärve–Tõrve tee 9,8 km
- 14201 – Tabivere–Visusti tee 9,1 km
- 14202 – Mullavere–Visusti tee 6,5 km
- 14203 – Tabivere jaama tee 1,7 km
- 14204 – Kaarepere–Palamuse tee 4,6 km
- 14205 – Pikkjärve–Sääsküla tee 3,5 km
- 14206 – Nava–Luua–Palamuse tee 8,5 km
- 14207 – Pataste–Kaiavare–Luua tee 11,0 km
- 14208 – Kärksi–Elistvere tee 6,1 km
- 14209 – Tabivere–Uhmardu tee 15,2 km
- 14210 – Luua–Vaidavere tee 6,9 km
- 14211 – Kudina–Maarja tee 7,4 km
- 14212 – Maardla–Saarejärve tee 7,7 km
- 14213 – Pataste–Maarja tee 3,4 km
- 14214 – Igavere tee 1,7 km
- 14215 – Lilu tee 3,0 km
- 14216 – Saarejärve tee 1,1 km
- 14217 – Koogi–Pirusi tee 2,9 km
- 14218 – Voldi tee 1,3 km
- 14219 – Nava–Kärksi tee 3,1 km
- 14221 – Äksi–Kukulinna tee 3,6 km
- 14222 – Raadivere–Sääsküla tee 2,4 km
- 14223 – Mullavere–Saadjärve tee 9,5 km
- 14224 – Kivimäe–Ehavere tee 3,5 km
- 14225 – Kudina–Ehavere tee 3,8 km
- 14226 – Ehavere–Otslava–Pataste tee 10,7 km
- 14227 – Maarja–Otslava tee 3,6 km
- 14228 – Elistvere–Juula tee 3,8 km
- 14230 – Pataste–Välgi–Alatskivi tee 24,8 km
- 14231 – Jaama–Tuulavere–Voore tee 6,5 km
- 14232 – Halliku–Kose tee 3,6 km
- 14235 – Nõva tee 5,1 km
- 14236 – Pala–Moku tee 2,7 km
- 14239 – Tõnsu tee 1,7 km
- 14240 – Metsanurga tee 4,1 km
- 14241 – Sassukvere–Kadrina tee 2,2 km
- 14242 – Rõstla–Paenasti tee 6,8 km
- 14243 – Piirivalve tee 0,4 km
- 14244 – Nõmme tee 0,7 km
- 14245 – Raja–Kolmnurga tee 3,7 km
- 14246 – Altnurga–Puurmani tee 0,8 km

## Comté de Järva
- 15103 – Ollepa jaama tee 0,6 km
- 15105 – Kabala tee 0,7 km
- 15106 – Taikse–Tori–Türi–Alliku tee 6,1 km
- 15107 – Türi–Näsuvere tee 1,5 km
- 15108 – Kirna–Virika–Änari tee 7,6 km
- 15109 – Väätsa–Lõõla–Saueaugu tee 14,0 km
- 15110 – Kolu jaama tee 0,5 km
- 15111 – Lokuta–Roovere tee 8,7 km
- 15113 – Väinjärve–Ervita–Rõhu tee 3,4 km
- 15114 – Koeru–Visusti tee 3,6 km
- 15115 – Rõhu–Norra tee 3,7 km
- 15116 – Vao kooli tee 1,3 km
- 15117 – Müüsleri–Ataste tee 2,4 km
- 15118 – Räsna–Ambla tee 1,5 km
- 15119 – Jalalõpe–Rava tee 10,4 km
- 15120 – Roosna-Alliku–Järva-Jaani tee 10,8 km
- 15121 – Lehtse jaama tee 0,6 km
- 15122 – Kurge–Pruuna tee 2,2 km
- 15123 – Tapa–Lehtse–Jäneda tee 16,0 km
- 15124 – Kapu–Rakke–Paasvere tee 41,4 km
- 15126 – Ambla–Tamsalu tee 16,8 km
- 15127 – Järva–Jaani–Pikevere–Ebavere tee 23,2 km
- 15128 – Järva–Jaani–Tamsalu–Kullenga tee 30,9 km
- 15129 – Paide–Roovere–Kuimetsa tee 37,6 km
- 15130 – Mäo tee 0,9 km
- 15131 – Albu tee 2,2 km
- 15132 – Seidla–Kaalepi tee 0,9 km
- 15133 – Käravete–Aravete tee 4,2 km
- 15141 – Kaalepi–Lehtmetsa tee 16,8 km
- 15142 – Järva–Madise–Simisalu tee 7,5 km
- 15143 – Seidla–Järva–Jaani tee 13,9 km
- 15144 – Järva–Madise–Ahula–Orgmetsa tee 7,8 km
- 15145 – Aravete–Järva–Madise tee 6,3 km
- 15146 – Ambla–Käravete–Albu tee 12,2 km
- 15147 – Käravete–Lehtse tee 8,0 km
- 15148 – Lehtse–Kurge–Läste tee 4,4 km
- 15149 – Jootme–Lehtse tee 5,7 km
- 15150 – Ambla–Rava tee 12,7 km
- 15151 – Jootme–Koeru tee 28,6 km
- 15152 – Kalitsa–Koeru–Udeva–Preedi tee 21,6 km
- 15153 – Peetri–Järva–Jaani tee 11,3 km
- 15154 – Järva–Jaani–Kodasema tee 9,2 km
- 15155 – Peetri–Roosna–Alliku tee 12,2 km
- 15156 – Anna–Peetri–Huuksi tee 30,3 km
- 15157 – Vodja–Esna tee 11,1 km
- 15158 – Vodja–Viisu tee 3,7 km
- 15159 – Tarbja–Eivere–Korba tee 8,7 km
- 15160 – Köisi–Koigi tee 8,8 km
- 15161 – Vao–Päinurme–Sulustvere tee 35,5 km
- 15162 – Koigi–Päinurme tee 15,3 km
- 15164 – Imavere–Kiigevere tee 4,3 km
- 15165 – Anna–Purdi tee 3,0 km
- 15166 – Eistvere tee 3,6 km
- 15167 – Koigi–Laimetsa–Käsukonna tee 10,8 km
- 15168 – Laimetsa tee 0,7 km
- 15169 – Kabala–Ollepa–Kahala tee 5,5 km
- 15170 – Parasi–Põikva–Rassi tee 18,8 km
- 15171 – Laupa–Suurejõe tee 25,0 km
- 15172 – Kolu–Jändja tee 8,5 km
- 15173 – Oisu–Kärevere–Taikse tee 12,0 km
- 15174 – Türi–Väätsa tee 8,3 km
- 15175 – Paide–Mündi–Mäeküla tee 11,5 km
- 15176 – Paide–Nahkmetsa tee 4,4 km
- 15177 – Võõbu–Matsimäe–Kõrgemäe tee 6,5 km
- 15178 – Mäo ABT tee 0,6 km
- 15179 – Otiku–Eivere tee 7,2 km
- 15180 – Sillaotsa–Tarbja tee 2,7 km
- 15181 – Kriilevälja–Kirila–Mündi tee 8,1 km
- 15182 – Mäe–Prandi tee 3,4 km
- 15183 – Koordi ringtee 5,4 km
- 15184 – Kareda–Ammuta tee 3,5 km
- 15185 – Tammiku–Kalitsa tee 3,4 km
- 15186 – Vao–Kalitsa tee 3,1 km
- 15187 – Ervita–Liusvere tee 1,3 km
- 15188 – Vahuküla–Väinjärve tee 2,8 km
- 15189 – Kuusna–Tudre–Visusti tee 5,3 km
- 15190 – Kagavere–Illevere tee 3,0 km
- 15191 – Seliküla–Paistevälja tee 3,2 km
- 15192 – Rava–Roosna tee 3,7 km
- 15193 – Reinevere–Koigi tee 2,0 km
- 15194 – Ambla–Jõgisoo tee 1,2 km
- 15195 – Sipelga surnuaia tee 1,9 km
- 15196 – Rägavere–Linnape–Räsna tee 3,9 km
- 15197 – Läpi–Aru–Ojaküla tee 5,0 km
- 15198 – Jäneda–Kalijärve tee 0,8 km
- 15199 – Eero–Napu tee 5,5 km
- 15200 – Aravete–Orgmetsa tee 2,1 km
- 15201 – Aravete–Maarjamõisa tee 1,6 km
- 15202 – Aravete–Aniste tee 4,6 km
- 15203 – Aravete–Vistla tee 3,0 km
- 15204 – Käravete–Raka tee 3,6 km
- 15205 – Kukevere–Käravete tee 2,4 km
- 15206 – Lõõla–Piiumetsa tee 7,1 km
- 15207 – Väätsa–Nõmme tee 1,8 km
- 15208 – Kirna–Poaka tee 1,2 km
- 15209 – Saatre–Lokuta tee 3,1 km
- 15210 – Aruküla–Põikva tee 2,7 km
- 15211 – Põikva–Pikkmetsa tee 3,6 km
- 15212 – Raukla–Äiamaa–Oisu tee 7,6 km
- 15213 – Oisu–Retla–Rulli teeristi–Saareotsa tee 8,8 km
- 15214 – Kabala–Väljaotsa tee 1,8 km
- 15215 – Meossaare tee 2,3 km
- 15216 – Ollepa–Pibari tee 2,2 km

## Comté de Lääne
- 16102 – Oru–Tagavere tee 4,3 km
- 16103 – Ridala–Nigula tee 13,8 km
- 16104 – Taebla–Kirimäe tee 3,1 km
- 16105 – Tagavere–Vidruka tee 5,4 km
- 16106 – A.Laikmaa muuseumi tee 1,3 km
- 16107 – Herjava tee 2,7 km
- 16108 – Herjava–Võnnu tee 7,0 km
- 16109 – Saanika–Martna tee 10,7 km
- 16110 – Haeska tee 5,8 km
- 16111 – Parila–Kiideva tee 13,2 km
- 16112 – Tuuru–Puise tee 7,9 km
- 16113 – Rohuküla–Ahli–Ridala tee 12,4 km
- 16114 – Valgevälja–Ahli tee 5,2 km
- 16115 – Ahli–Topu sadama tee 4,1 km
- 16116 – Ahli tee 0,7 km
- 16117 – Tanska tee 1,2 km
- 16118 – Mäeküla tee 1,2 km
- 16119 – Rohuküla haigla tee 0,3 km
- 16120 – Paralepa tee 3,5 km
- 16121 – Valgevälja tee 3,1 km
- 16122 – Nõmmküla–Aulepa–Österby tee 19,5 km
- 16123 – Hosby–Einby tee 5,2 km
- 16124 – Paslepa ranna tee 1,9 km
- 16125 – Hara–Kudani tee 4,1 km
- 16126 – Hara tee (Noarootsi) 1,9 km
- 16127 – Riguldi–Dirhami tee 9,7 km
- 16128 – Tuksi–Spithami tee 6,5 km
- 16129 – Nõva–Rannaküla tee 3,4 km
- 16130 – Sviby sadama tee 1,3 km
- 16131 – Vormsi ringtee 32,8 km
- 16132 – Hullo tee 1,3 km
- 16133 – Pürksi–Paslepa tee 3,3 km
- 16134 – Oru–Soolu–Jalukse tee 12,3 km
- 16150 – Vaisi–Kuijõe tee 21,5 km
- 16151 – Risti–Kuijõe tee 12,2 km
- 16152 – Risti jaama tee 0,6 km
- 16153 – Risti tee 2,2 km
- 16154 – Kullamaa–Silla tee 0,9 km
- 16155 – Silla–Jädivere tee 30,1 km
- 16156 – Lemmikküla–Jõgisoo tee 5,3 km
- 16157 – Kirimäe–Kirna–Kullamaa tee 26,5 km
- 16158 – Kaasiku–Liivi tee 10,5 km
- 16159 – Ehmja–Martna–Kurevere tee 9,2 km
- 16160 – Palivere–Oonga tee 20,8 km
- 16161 – Palivere–Keedika tee 9,2 km
- 16162 – Ollimäe–Koluvere tee 6,5 km
- 16163 – Liivi–Üdruma tee 8,6 km
- 16164 – Tabra–Maalse tee 3,5 km
- 16176 – Vanamõisa–Koonga–Ahaste tee 30,6 km
- 16177 – Hälvati–Lihula tee 2,2 km
- 16178 – Tuudi–Risti tee 14,0 km
- 16179 – Vatla–Nehatu tee 4,4 km
- 16180 – Karuse–Kalli tee 23,5 km
- 16181 – Karuse–Nehatu tee 4,9 km
- 16182 – Nurmsi–Risti tee 4,3 km
- 16183 – Risti–Hallivanni tee 6,4 km
- 16184 – Rame–Paatsalu tee 8,8 km
- 16185 – Hanila–Hõbesalu tee 13,6 km
- 16186 – Puhtu tee 3,3 km
- 16187 – Kõmsi–Mõisaküla–Salevere tee 14,2 km
- 16188 – Massu tee 1,3 km
- 16189 – Rannaküla tee 1,1 km
- 16190 – Karuse–Saastna tee 12,8 km
- 16191 – Tuudi–Saastna tee 15,4 km
- 16192 – Meelva–Matsalu tee 4,5 km
- 16193 – Lihula–Kloostri–Kirbla tee 11,4 km
- 16194 – Penijõe–Suitsu tee 3,8 km
- 16195 – Sipa–Suitsu tee 4,3 km
- 16196 – Kirbla–Rumba–Vana-Vigala tee 20,2 km
- 16197 – Hanila–Massu tee 6,2 km
- 16198 – Kasari vana silla tee 1,1 km

## Comté de Viru-Ouest
- 17101 – Roela–Rahkla tee 7,7 km
- 17102 – Viru-Jaagupi–Simuna tee 26,8 km
- 17103 – Mõdriku–Kehala tee 8,1 km
- 17104 – Koeravere–Viru-Jaagupi tee 7,3 km
- 17105 – Laekvere–Rahkla tee 4,0 km
- 17106 – Laekvere–Muuga tee 4,9 km
- 17107 – Laekvere–Arukse tee 7,0 km
- 17108 – Äntu–Määri tee 8,7 km
- 17109 – Ebavere–Simuna tee 11,8 km
- 17110 – Tammiku–Salla–Käru tee 11,2 km
- 17111 – Olju–Salla tee 7,3 km
- 17112 – Piibe–Preedi–Koeru tee 12,1 km
- 17113 – Ao–Vahuküla tee 4,8 km
- 17114 – Rägavere–Mõedaka tee 2,9 km
- 17115 – Nurkse–Põlula tee 5,1 km
- 17116 – Põlula–Liiva tee 5,0 km
- 17117 – Pada–Sonda tee 12,4 km
- 17118 – Saueaugu–Kantküla tee 4,3 km
- 17119 – Sõmeru–Kabala tee 16,6 km
- 17120 – Sämi–Sonda–Kiviõli tee 23,2 km
- 17121 – Roela–Anguse tee 10,6 km
- 17123 – Mõdriku–Vilgu–Väike-Maarja tee  22,1 km[2]
- 17125 – Vilgu–Vinni–Pajusti tee 3,2 km
- 17129 – Vaeküla jaama tee  0,9 km[2]
- 17130 – Tudu kalmistu tee 0,4 km
- 17131 – Puhmu–Pikevere tee 5,1 km
- 17132 – Kullenga–Veadla tee 3,6 km
- 17133 – Tõrma–Koeravere tee 8,0 km
- 17134 – Raigu–Vajangu tee 8,3 km
- 17135 – Saksi–Porkuni tee 9,4 km
- 17136 – Porkuni–Loksa tee 3,7 km
- 17137 – Uudeküla–Lasila tee 8,2 km
- 17138 – Levala–Karitsa tee 5,3 km
- 17139 – Kiltsi jaama tee 0,9 km
- 17140 – Vao tee 0,9 km
- 17141 – Assamalla–Kadrina tee 15,8 km
- 17142 – Kadrina–Viitna tee 14,6 km
- 17143 – Moe–Nõmmküla tee 10,7 km
- 17144 – Imastu tee 2,3 km
- 17145 – Vanamõisa–Veltsi–Päide tee 8,5 km
- 17146 – Lasila–Saksi tee 8,6 km
- 17147 – Lasila–Levala tee 4,2 km
- 17148 – Tapa–Koigi tee 10,2 km
- 17149 – Rakvere–Jõepere tee 11,8 km
- 17150 – Udriku–Saksi tee 5,0 km
- 17151 – Põima–Kadrina tee 8,8 km
- 17152 – Vohnja–Kadrina tee 9,4 km
- 17153 – Kadrina jaama tee 1,1 km
- 17154 – Kihlevere–Aaspere tee 9,7 km
- 17155 – Kadrina–Undla tee 1,5 km
- 17156 – Hõbeda–Võipere tee 2,9 km
- 17157 – Kunda mõis–Sämi tee 15,6 km
- 17158 – Kunda–Malla–Ojaküla tee 9,8 km
- 17159 – Unnukse–Mahu tee 7,0 km
- 17160 – Viru-Nigula–Aseri tee 11,8 km
- 17161 – Koovälja–Kohala tee 6,8 km
- 17162 – Ubja–Kohala tee 5,5 km
- 17163 – Sõmeru–Katela tee 10,5 km
- 17164 – Arkna–Rakvere tee 3,1 km
- 17165 – Vanamõisa tee 0,6 km
- 17166 – Haljala–Karepa tee 17,4 km
- 17167 – Varangu–Essu tee 4,6 km
- 17168 – VARANGU – KANDLE 6,3 km
- 17169 – Eisma–Kandle tee 10,3 km
- 17170 – Võle–Vainupea–Kunda tee 31,9 km
- 17171 – Võle–Vanamõisa tee 3,5 km
- 17172 – Kunda–Selja tee 6,2 km
- 17173 – Vainupea ranna tee 1,2 km
- 17174 – Liiguste–Põdruse tee 14,8 km
- 17175 – Põdruse–Tatruse tee 4,9 km
- 17176 – Viitna–Koljaku tee 13,5 km
- 17177 – Haljala–Käsmu tee 32,1 km
- 17178 – Palmse–Vatku tee 9,5 km
- 17179 – Aaspere–Kõldu tee 2,2 km
- 17180 – Liiguste–Salatse tee 5,4 km
- 17181 – Võsu–Vergi–Söeaugu tee 19,2 km
- 17182 – Palmse–Sagadi tee 6,3 km
- 17183 – Karula–Vihula–Sagadi tee 11,5 km
- 17184 – Potsu–Vihula tee 9,6 km
- 17186 – Ilumäe–Koljaku tee 6,7 km
- 17187 – Koljaku–Altja tee 7,9 km
- 17188 – Sagadi tee 3,3 km
- 17189 – Rakvere sissesõidu tee 0,8 km
- 17190 – Uudeküla–Väike–Maarja tee 7,7 km
- 17191 – Väike–Maarja–Simuna tee 15,5 km
- 17192 – Simuna–Vaiatu tee 31,1 km
- 17193 – Sagadi mõisa tee 1,6 km
- 17194 – Kulina–Viru–Jaagupi tee 1,0 km
- 17195 – Jõepere–Vahakulmu tee 10,0 km
- 17196 – Vergi sadama tee 1,1 km
- 17197 – Rägavere mõisa tee 0,9 km
- 17198 – Ulvi mõisa tee 0,7 km
- 17199 – Küti–Aravuse tee 7,5 km
- 17200 – Pajusti–Inju tee 1,5 km
- 17201 – Kadrina valla keskuse tee 0,7 km
- 17202 – Teedevalitsuse sissesõidutee 0,3 km
- 17203 – Rasivere tee 3,7 km
- 17204 – Kautvere–Auküla tee 3,2 km
- 17205 – Vinni–Mõdriku tee 2,1 km
- 17206 – Mõdriku–Vilgu tee 2,7 km
- 17207 – Vilgu–Väike-Maarja tee 19,1 km
- 17208 – Näpi tee 1,5 km
- 17210 – Võsu–Kotka tee 11,8 km

## Comté de Põlva
- 18101 – Ilumetsa–Rõssa tee 8,7 km
- 18102 – Orava–Lepassaare tee 11,0 km
- 18103 – Hanikase–Tamme tee 8,1 km
- 18104 – Mõntsi tee 1,2 km
- 18105 – Sillaotsa–Restu tee 18,4 km
- 18106 – Saatse–Petseri tee 9,3 km
- 18107 – Põlva–Lutsu tee 4,7 km
- 18108 – Leevi–Soohara tee 8,4 km
- 18109 – Veriora–Soohara tee 11,8 km
- 18110 – Rosma–Tiike–Leevi tee 17,1 km
- 18111 – Kiuma–Peraküla tee 4,8 km
- 18113 – Ridali–Joosu tee 7,7 km
- 18114 – Tilsi–Mustajõe tee 2,4 km
- 18115 – Vooreküla–Puskaru tee 24,2 km
- 18116 – Erastvere–Sillaotsa tee 8,0 km
- 18117 – Kähri–Mustajõe tee 6,2 km
- 18118 – Karilatsi–Heisri tee 15,2 km
- 18119 – Varbuse–Kindapalu tee 5,8 km
- 18120 – Kanepi–Varbuse tee 10,1 km
- 18121 – Laurioru–Muhulaane tee 3,7 km
- 18122 – Erastvere–Piigandi tee 3,9 km
- 18123 – Silgu–Jõksi tee 2,0 km
- 18124 – Magari–Soodoma tee 2,3 km
- 18125 – Erastvere–Ridali tee 11,4 km
- 18126 – Suurküla–Parksepa tee 3,6 km
- 18127 – Saverna–Krootuse tee 6,6 km
- 18128 – Mooste–Viisli tee 4,7 km
- 18129 – Karste–Mügra tee 2,9 km
- 18130 – Sirvasre–Kitse tee 8,2 km
- 18131 – Karste–Kitse tee 7,9 km
- 18132 – Kaagvere–Kooraste tee 5,2 km
- 18133 – Pusu tee 3,4 km
- 18134 – Sulaoja–Krüüdneri tee 3,1 km
- 18135 – Veski–Prangli tee 7,5 km
- 18136 – Maaritsa–Prangli tee 4,9 km
- 18137 – Kurvitsa–Hutita tee 12,1 km
- 18138 – Akste–Häätaru tee 15,0 km
- 18139 – Mõtsküla–Mustakurmu tee 5,6 km
- 18141 – Kosova–Vooreküla tee 14,0 km
- 18143 – Vissi–Vooreküla tee 9,6 km
- 18145 – Vastse-Kuuste tee 1,0 km
- 18146 – Kanariku–Kiidjärve tee 6,6 km
- 18147 – Saverna–Pilkuse tee 14,3 km
- 18148 – Maaritsa–Otepää tee 17,1 km
- 18149 – Adiste–Kooskora tee 3,6 km
- 18150 – Mooste–Kauksi tee 7,2 km
- 18151 – Meemaste–Tännassilma tee 4,1 km
- 18152 – Meemaste–Peri tee 2,5 km
- 18153 – Peri–Partsi tee 4,3 km
- 18154 – Tilsi–Naruski tee 9,5 km
- 18155 – Kähri–Koorvere tee 11,4 km
- 18156 – Leevi–Jantra tee 10,4 km
- 18157 – Miiaste–Kanasaare tee 9,9 km
- 18158 – Holvandi–Partsi tee 6,0 km
- 18159 – Tilsi–Tsolgo tee 8,9 km
- 18160 – Leevijõe–Karilatsi tee 2,2 km
- 18161 – Valgemetsa tee 2,3 km
- 18162 – Himmaste–Rasina tee 18,1 km
- 18164 – Tännassilma–Kiuma tee 2,2 km
- 18165 – Piigaste–Häätaru tee 5,1 km
- 18166 – Keramäe–Ritsiku tee 1,0 km
- 18167 – Kanepi–Ihamaru tee 12,1 km
- 18168 – Saverna–Jõksi tee 8,2 km
- 18169 – Partsi–Timo tee 5,6 km
- 18170 – Loko–Peetrimõisa tee 5,3 km
- 18171 – Valgjärve–Aiaste tee 2,2 km
- 18172 – Valgjärve–Tamme tee 2,5 km
- 18173 – Sikajala–Heisri tee 10,2 km
- 18174 – Saverna–Tillundi tee 7,6 km
- 18175 – Põlgaste–Roosi tee 4,5 km
- 18176 – Piigaste–Sulaoja tee 5,7 km
- 18177 – Valgjärve–Krüüdneri tee 5,5 km
- 18178 – Värska–Ulitina tee 12,9 km
- 18179 – Värska sanatooriumi tee 3,1 km
- 18180 – Ahja–Vastse-Kuuste tee 11,2 km
- 18181 – Kärsa–Eoste tee 12,1 km
- 18184 – Ahja–Rasina tee 11,3 km
- 18186 – Räpina–Rasina tee 18,6 km
- 18187 – Tammistu–Tootsi tee 3,8 km
- 18188 – Räpina–Raigla tee 2,8 km
- 18189 – Miiaste–Nooritsmetsa tee 3,8 km
- 18190 – Põlva–Vanaküla tee 5,8 km
- 18191 – Leevaku–Rahumäe tee 4,4 km
- 18192 – Jaama–Rahumäe tee 3,0 km
- 18193 – Räpina–Kahkva tee 11,6 km
- 18194 – Võõpsu–Käre tee 5,7 km
- 18195 – Võõpsu–Audjasaare tee 5,6 km
- 18196 – Tõgonitsa–Suure-Veerksu tee 6,3 km
- 18197 – Värska–Podmotsa tee 7,5 km
- 18199 – Viluste–Lindora tee 22,9 km
- 18200 – Lepassaare–Otsa tee 3,9 km
- 18201 – Kauksi–Terepi tee 12,5 km
- 18202 – Raadama tee 0,9 km
- 18203 – Meelva tee 1,4 km
- 18204 – Toolamaa–Kureküla tee 6,4 km
- 18205 – Kirmsi–Väike-Veerksu tee 2,7 km
- 18206 – Rahumäe–Kahkva tee 9,8 km
- 18207 – Niitsiku–Kahkva tee 4,0 km
- 18208 – Mikitamäe–Kahkva tee 4,9 km
- 18209 – Karisilla–Rõsna tee 3,2 km
- 18210 – Orava jaama–Soe tee 5,5 km
- 18211 – Vardja–Tilsi tee 2,9 km
- 18212 – Piusa jaama tee 0,5 km
- 18213 – Ritsiku–Hino tee 3,8 km
- 18214 – Karisilla–Usinitsa tee 3,2 km
- 18215 – Mikitamäe kooli tee 0,2 km
- 18216 – Veriora jaama tee 0,8 km
- 18217 – Suure–Veerksu–Väike–Veerksu tee 2,8 km
- 18218 – Kirmsi–Kanasaare tee 8,5 km
- 18219 – Bresje tee 2,3 km
- 18220 – Piiri–Ala–Jakobi tee 3,8 km
- 18221 – Värska–Reha tee 2,4 km
- 18223 – Vanamõisa tee 2,3 km
- 18225 – Pusta–Ruusa tee 5,9 km
- 18226 – Rahumäe–Võuküla tee 4,9 km
- 18227 – Linte–Kõnnu–Kureküla tee 6,2 km
- 18228 – Leevaku–Saareküla tee 3,4 km
- 18229 – Koidula–Võmmorski tee 4,0 km
- 18230 – Viluste–Metsavaara–Adleri tee 3,0 km
- 18233 – Matsuri–Vaartsi tee 1,3 km
- 18234 – Saatse–Pattina tee 1,6 km
- 18235 – Saatse–Perdaku tee 1,4 km
- 18236 – Hanikase–Oro tee 1,6 km
- 18237 – Hanikase–Luuska tee 2,5 km
- 18240 – Puskaru–Väimela tee 14,9 km
- 18243 – Niitsiku–Võmmorski tee 17,3 km
- 18244 – Piiri–Sulbi tee 4,7 km
- 18284 – Ahja–Võnnu tee 8,4 km
- 18292 – Räpina–Aravu tee 15,5 km
- 18293 – Veski–Piusa–Tuderna tee 6,6 km
- 18294 – Kanepi teepiirkonna tee 0,5 km

## Comté de Pärnu
- 19101 – Audru–Tõstamaa–Nurmsi tee 76,8 km
- 19102 – Nurme–Vana–Pärnu tee 8,9 km
- 19103 – Audru–Lavassaare–Vahenurme tee 25,9 km
- 19104 – Põldeotsa tee 2,1 km
- 19105 – Audru tee 4,3 km
- 19106 – Sauga–Jõõpre tee 9,7 km
- 19107 – Kõima–Seliste tee 17,2 km
- 19108 – Kihlepa–Lepaspea tee 18,6 km
- 19109 – Kärbu–Kõima tee 9,2 km
- 19110 – Lindi–Liu–Järve tee 10,6 km
- 19111 – Lavassaare tee 2,0 km
- 19112 – Valgeranna tee 2,8 km
- 19113 – Ranna tee (19113) 0,5 km
- 19114 – Audru–Valgeranna tee 0,9 km
- 19115 – Kuldlõvi tee 0,3 km
- 19117 – Liu–Kavaru tee 3,7 km
- 19118 – Audru–Sanga tee 3,4 km
- 19119 – Ridalepa–Lavassaare tee 6,6 km
- 19120 – Lindi–Sarvi tee 1,5 km
- 19121 – Rebasefarmi tee 1,6 km
- 19122 – Sulu–Papsaare tee 1,6 km
- 19130 – Pootsi–Lao tee 3,5 km
- 19131 – Kalli–Tõstamaa–Värati tee 28,1 km
- 19132 – Varbla–Kilgi–Rammuka tee 15,2 km
- 19133 – Saulepi–Pärlselja tee 3,4 km
- 19134 – Varbla–Väänja tee 15,9 km
- 19135 – Tõhela–Alu–Murru tee 7,4 km
- 19136 – Tõstamaa–Lõuka–Tõstamaa tee 5,2 km
- 19137 – Munalaiu tee 0,7 km
- 19138 – Sadama–Haigla tee 2,1 km
- 19139 – Lennujaama–Suigu tee 3,3 km
- 19140 – Nõmme–Lennujaama tee 0,7 km
- 19141 – Sadama–Kaasiku tee 4,0 km
- 19142 – Turu–Kaasiku tee 0,9 km
- 19143 – Liiva–Jäätee tee 0,7 km
- 19144 – Saulepi–Raheste tee 5,1 km
- 19201 – Pärnu–Jaagupi–Kalli tee 32,2 km
- 19202 – Pärnu–Jaagupi–Kergu tee 19,5 km
- 19203 – Are–Suigu tee 14,2 km
- 19204 – Mihkli–Oidrema tee 12,2 km
- 19205 – Tammaru–Mihkli tee 6,9 km
- 19206 – Vee–Sõõrike tee 6,8 km
- 19207 – Pärnu–Jaagupi tee 3,5 km
- 19208 – Salu–Kaelase tee 5,3 km
- 19209 – Libatse tee 0,6 km
- 19210 – Uduvere–Suigu–Nurme tee 33,1 km
- 19211 – Mõisaküla–Metsavere tee 7,3 km
- 19212 – Pärivere tee 0,9 km
- 19213 – Sauga tee 0,9 km
- 19214 – Jänesselja–Urge tee 9,9 km
- 19215 – Irta–Kiisamaa tee 4,1 km
- 19216 – Libatse–Langerma tee 2,6 km
- 19217 – Libatse–Enge tee 4,7 km
- 19218 – Halinga–Uduvere tee 5,0 km
- 19219 – Are–Elbu tee 2,2 km
- 19220 – Kilksama tee 1,5 km
- 19221 – Kilksama–Räägu tee 2,4 km
- 19240 – Vändra–Vihtra tee 6,9 km
- 19241 – Suurejõe–Vihtra–Jõesuu tee 19,6 km
- 19242 – Suurejõe–Kullimaa tee 11,5 km
- 19243 – Vihtra–Aesoo tee 8,6 km
- 19244 – Rõusa–Käru tee 19,3 km
- 19245 – Vändra–Kalmaru tee 2,5 km
- 19246 – Vändra–Lokuta–Lelle tee 29,5 km
- 19247 – Massu tee 5,1 km
- 19248 – Rõusa–Säästla tee 4,0 km
- 19249 – Kadjaste–Suurejõe tee 10,4 km
- 19250 – Kurgja tee 3,2 km
- 19251 – Samliku–Kurgja tee 4,8 km
- 19252 – Kaansoo–Tori tee 28,9 km
- 19253 – Pärnjõe tee 0,9 km
- 19254 – Aluste tee 0,9 km
- 19255 – Viluvere jaama tee 0,3 km
- 19256 – Kõnnu jaama tee 1,0 km
- 19257 – Vändra–Võidula tee 8,7 km
- 19270 – Suigu–Tootsi tee 8,2 km
- 19271 – Tootsi–Piistaoja tee 10,2 km
- 19272 – Tori–Massu tee 23,6 km
- 19273 – Sikana–Kullimaa tee 3,2 km
- 19274 – Urge–Kuiaru tee 9,0 km
- 19275 – Urge–Sindi tee 2,5 km
- 19276 – Taali–Põlendmaa–Seljametsa tee 20,4 km
- 19277 – Paikuse–Tammuru tee 9,4 km
- 19278 – Sindi–Lodja–Silla tee 3,7 km
- 19279 – Politseikooli tee 0,5 km
- 19280 – Sindi tee 0,6 km
- 19281 – Tammiste jaama tee 0,2 km
- 19282 – Oore tee 0,5 km
- 19283 – Tori jaama tee 0,3 km
- 19284 – Tootsi jaama tee 0,2 km
- 19285 – Tori–Rütavere tee 11,8 km
- 19286 – Tori–Võlli tee 5,6 km
- 19287 – Selja–Muraka tee 1,8 km
- 19288 – Paikuse tee 0,4 km
- 19289 – Luige tee 1,5 km
- 19301 – Kilingi–Nõmme–Tali–Laiksaare tee 23,5 km
- 19302 – Kilingi–Nõmme–Kiisa tee 16,7 km
- 19303 – Jäärja–Tali tee 17,5 km
- 19304 – Tihemetsa–Leipste tee 3,5 km
- 19305 – Tihemetsa–Kärsu tee 5,2 km
- 19306 – Tõlla–Kamali tee 10,2 km
- 19307 – Kanaküla–Kamali tee 5,1 km
- 19308 – Kargoja–Veelikse tee 6,6 km
- 19309 – Kilingi–Nõmme–Marana tee 0,7 km
- 19310 – Lodja–Saunametsa tee 13,7 km
- 19311 – Lanksaare tee 6,9 km
- 19312 – Kilingi–Nõmme tee 0,5 km
- 19330 – Tõitoja–Häädemeeste tee 23,9 km
- 19331 – Rannametsa–Ikla tee 30,5 km
- 19332 – Häädemeeste tee 1,7 km
- 19333 – Uulu–Soometsa–Häädemeeste tee 24,0 km
- 19334 – Laiksaare–Massiaru–Teaste tee 19,3 km
- 19335 – Jaagupi–Urissaare tee 8,8 km
- 19336 – Kabli–Massiaru tee 8,6 km
- 19337 – Tali–Tuuliku–Massiaru tee 22,6 km
- 19338 – Lemme tee 2,3 km
- 19339 – Võiste tee 0,7 km
- 19340 – Uulu–Laadi tee 3,7 km
- 19341 – Laadi–Männiku tee 4,1 km
- 19342 – Reiu tee 0,6 km
- 19343 – Surju–Seljametsa tee 10,2 km
- 19344 – Surju–Saunametsa tee 11,3 km
- 19345 – Surju jaama tee 0,4 km
- 19346 – Vaskrääma jaama tee 1,0 km
- 19347 – Ristiküla tee 0,6 km
- 19348 – Ikla–Piiri tee 1,3 km
- 19349 – Lepaküla–Leina tee 5,5 km
- 19350 – Metsaküla–Leina tee 1,6 km
- 19351 – Tahkuranna tee 0,8 km

## Comté de Rapla
- 20101 – Hageri–Kodila–Kuusiku tee 21,9 km
- 20102 – Kelba–Ohulepa tee 7,9 km
- 20103 – Pihali–Adila–Rabivere tee 7,7 km
- 20105 – Kohila jaama tee 0,2 km
- 20106 – Kohila liivalao tee 0,3 km
- 20107 – Lohu–Kohila tee 6,1 km
- 20108 – Lohu jaama tee 0,2 km
- 20109 – Seli–Angerja tee 10,0 km
- 20110 – Juuru–Järlepa tee 16,7 km
- 20111 – Juuru–Pirgu tee 7,0 km
- 20112 – Härgla tee  0,9 km[2]
- 20113 – Hagudi–Kodila tee 8,0 km
- 20114 – Kuku–Hagudi tee 1,3 km
- 20115 – Hagudi jaama tee 0,2 km
- 20116 – Juuru tee 3,4 km
- 20117 – Juuru–Rapla tee 11,9 km
- 20118 – Ingliste tee 3,3 km
- 20119 – Nõmme–Hõreda tee 4,6 km
- 20120 – Keava–Hõreda tee 14,4 km
- 20121 – Lau–Kaiu tee 7,9 km
- 20122 – Kaiu–Vahastu tee 17,6 km
- 20123 – Aranküla–Juuru tee 5,8 km
- 20124 – Vaopere tee 0,7 km
- 20125 – Rapla ümbersõidu tee 4,1 km
- 20126 – Toomja tee 3,6 km
- 20127 – Aandu tee 5,5 km
- 20128 – Pae–Ingliste tee 1,6 km
- 20130 – Vaopere–Tamsi–Kuimetsa tee 8,4 km
- 20131 – Seli–Koigi–Alu tee 6,3 km
- 20141 – Rapla–Varbola tee 25,8 km
- 20142 – Alu keskuse tee 0,7 km
- 20143 – Rapla–Aranküla tee 5,0 km
- 20144 – Uusküla tee 1,7 km
- 20145 – Ülejõe–Ridaküla tee 2,8 km
- 20146 – Rapla jaama tee 0,3 km
- 20148 – Koikse–Purku tee 14,3 km
- 20149 – Kehtna–Põlma tee 6,0 km
- 20150 – Valtu–Kumma tee 2,3 km
- 20151 – Nadalama–Kalbu tee 0,5 km
- 20152 – Lokuta–Kehtna tee 12,9 km
- 20153 – Lelle jaama tee 1,1 km
- 20154 – Lelle–Vahastu tee 21,4 km
- 20156 – Käru–Kädva tee 11,2 km
- 20157 – Lokuta–Jõeküla tee 11,3 km
- 20158 – Eidapere–Mukri tee 8,7 km
- 20159 – Eidapere jaama tee 0,4 km
- 20160 – Lokuta–Kõnnu tee (13,0 km)
- 20161 – Eidapere–Kõnnu tee (3,3 km)
- 20162 – Vardi–Nurme tee (6,3 km)
- 20163 – Vaimõisa–Nurme tee (17,0 km)
- 20164 – Järvakandi–Lokuta tee (6,7 km)
- 20165 – Raikküla–Päärdu tee (29,7 km)
- 20166 – Lipa–Mõisamaa tee (18,1 km)
- 20168 – Laukna tee (2,1 km)
- 20169 – Sääla tee (2,8 km)
- 20170 – Märjamaa–Konuvere tee (13,3 km)
- 20171 – Märjamaa–Valgu tee (14,5 km)
- 20172 – Märjamaa–Haimre tee (2,6 km)
- 20173 – Haimre–Moka tee (3,6 km)
- 20174 – Konuvere–Sulu tee (5,4 km)
- 20175 – Valgu–Libatse tee (23,4 km)
- 20176 – Haimre–Sulu–Velise tee (11,6 km)
- 20177 – Jädivere–Kivi–Vigala tee (4,9 km)
- 20178 – Päärdu–Leibre tee (7,1 km)
- 20179 – Manni–Kivi–Vigala tee (3,6 km)
- 20180 – Päärdu–Tõnumaa tee (10,8 km)
- 20181 – Kivi–Vigala–Avaste–Vana–Vigala tee (15,1 km)
- 20182 – Maidla–Ollimäe tee (1,8 km)
- 20183 – Tika karjääri tee (0,8 km)
- 20184 – Paeküla–Vana–Vigala tee (12,7 km)
- 20185 – Loodna–Teenuse tee (8,6 km)
- 20186 – Sipa–Varbola tee (14,7 km)
- 20187 – Sipa–Mõraste tee (5,1 km)
- 20188 – Teenuse–Urevere tee (1,1 km)
- 20189 – Teenuse–Tolli tee (3,5 km)
- 20190 – Hirvepargi–Tiduvere tee (3,0 km)
- 20191 – Oese–Vanamõisa tee (4,0 km)
- 20192 – Ojapere tee (1,9 km)
- 20193 – Kesk–Vigala–Vängla tee (4,7 km)
- 20194 – Vana–Vigala–Läti tee (4,7 km)
- 20195 – Nurtu–Kohtru tee (4,3 km)
- 20197 – Mõisamaa–Kümniku tee (5,1 km)
- 20198 – Mõisamaa–Moka tee (0,6 km)
- 20199 – Metsküla–Jaaniveski tee (4,3 km)
- 20200 – Naistevalla–Märjamaa tee (4,9 km)
- 20201 – Palu tee (0,5 km)
- 20203 – Velise–Palu tee (5,4 km)
- 20204 – Konuvere–Kilgi tee (4,3 km)
- 20214 – Konuvere Kivisilla tee (0,8 km)
- 20225 – Väljataguse tee (3,0 km)
- 20241 – Kuusiku–Palamulla tee (7,2 km)
- 20242 – Koikse–Jalase–Riidaku tee (9,0 km)
- 20248 – Tamme–Loe–Tamme tee (8,2 km)
- 20249 – Lellapere–Kokuta tee (4,4 km)
- 20250 – Hertu–Põrsaku–Keava tee (4,7 km)
- 20251 – Kehtna–Koogimäe tee (1,6 km)
- 20252 – Rõue–Keava tee (7,1 km)
- 20253 – Kastna tee (1,3 km)
- 20254 – Ahekõnnu tee (3,7 km)
- 20256 – Käru–Pärniku tee 2,8 km)

## Comté de Saare
- 21101 – Tõlli–Mustjala–Tagaranna tee (32,6 km)
- 21102 – Mustjala–Kihelkonna–Tehumardi tee (48,7 km)
- 21103 – Läätsa–Jämaja–Sääre–Mäebe tee (41,7 km)
- 21104 – Jämaja–Hänga tee (6,6 km)
- 21105 – Mäebe–Kargi tee (6,7 km)
- 21106 – Kaunispe–Viieristi tee (4,0 km)
- 21107 – Kaimri–Lõu tee (2,0 km)
- 21108 – Lõmala–Kaugatoma tee (10,8 km)
- 21109 – Tiirimetsa–Lümanda tee (16,6 km)
- 21110 – Koimla–Riksu tee (4,3 km)
- 21111 – Tehumardi–Kogula tee (14,4 km)
- 21112 – Käesla–Karala–Loona tee (32,7 km)
- 21113 – Viidu–Liiva tee (7,5 km)
- 21114 – Pidula–Veere tee (9,2 km)
- 21115 – Tagamõisa–Undva tee (3,8 km)
- 21116 – Üru–Pidula tee (9,2 km)
- 21117 – Kärla–Karujärve tee (10,1 km)
- 21118 – Sõmera–Kärla–Uduvere tee (22,0 km)
- 21119 – Kärla–Sauvere tee (4,2 km)
- 21120 – Karida–Kärla tee (7,2 km)
- 21121 – Randvere–Ansi tee (3,0 km)
- 21122 – Silla–Küdema tee (8,6 km)
- 21123 – Kaarma–Sauvere tee (12,9 km)
- 21124 – Laadjala–Karja tee (30,2 km)
- 21125 – Eikla–Lussu tee (8,7 km)
- 21126 – Järise–Asuka tee (9,1 km)
- 21127 – Pahapilli–Panga tee (6,9 km)
- 21128 – Metsküla–Meiuste tee (11,7 km)
- 21129 – Orissaare–Leisi–Mustjala tee (67,2 km)
- 21130 – Masa–Putla tee (4,8 km)
- 21131 – Masa–Kaali tee (3,7 km)
- 21132 – Masa–Laimjala–Tumala tee (33,6 km)
- 21133 – Kuressaare–Püha–Masa tee (19,5 km)
- 21134 – Püha–Sandla–Kangruselja tee (13,9 km)
- 21135 – Püha–Vanamõisa tee (7,4 km)
- 21136 – Vaivere–Vätta tee (9,4 km)
- 21137 – Reo–Ilpla tee (4,2 km)
- 21138 – Tahula–Upa tee (1,0 km)
- 21139 – Kuressaare–Marientali tee (1,4 km)
- 21140 – Kuressaare–Sikassaare tee (1,8 km)
- 21141 – Tika–Ratla tee (7,1 km)
- 21142 – Angla–Koikla tee (9,1 km)
- 21143 – Võlupe–Pärsama tee (9,4 km)
- 21144 – Leisi–Triigi tee (1,8 km)
- 21145 – Tagavere–Randküla tee (11,2 km)
- 21146 – Tagavere–Taaliku tee (10,6 km)
- 21147 – Saikla–Tumala tee (3,3 km)
- 21148 – Piiri–Koguva tee (5,5 km)
- 21149 – Viira–Nõmmküla tee 9,5 km
- 21150 – Liiva–Suuremõisa–Piiri tee 7,2 km
- 21151 – Liiva–Nõmmküla tee 8,0 km
- 21152 – Hellamaa–Nõmmküla tee 12,2 km
- 21153 – Hellamaa–Võlla tee 2,1 km
- 21154 – Kuivastu–Pädaste–Liiva tee 12,6 km
- 21155 – Audla–Saareküla–Tornimäe–Väikese väina tee 20,4 km
- 21156 – Pöide–Tornimäe–Kõrkvere tee 13,6 km
- 21157 – Valjala–Laimjala tee 15,4 km
- 21158 – Tõnija–Veeriku tee 7,6 km
- 21159 – Valjala–Kallemäe tee 7,5 km
- 21160 – Kallemäe–Turja tee 6,1 km
- 21161 – Tutku–Pärsama tee 3,0 km
- 21162 – Võlupe–Linnaka tee 5,5 km
- 21163 – Orinõmme–Saikla tee 6,2 km
- 21164 – Rootsivere–Koguva tee 5,4 km
- 21165 – Tagavere tee 0,7 km
- 21166 – Tagavere–Kareda tee 1,2 km
- 21167 – Sakla–Siiksaare tee 8,1 km
- 21168 – Kahtla–Ruhve tee 4,9 km
- 21169 – SAGARISTE – KÕLJALA 4,2 km
- 21170 – Muratsi sadama tee 3,5 km
- 21171 – Tahula–Vaivere tee 5,0 km
- 21172 – Pähkla tee 2,4 km
- 21173 – Aste–Haamse tee 2,9 km
- 21174 – Nasva sadama tee 1,5 km
- 21175 – Sääre majaka tee 1,0 km
- 21176 – Rahuste–Kaunispe tee 9,7 km
- 21177 – Tiirimetsa–Lassi tee 2,6 km
- 21178 – Kogula–Kärla tee 5,0 km
- 21179 – Hirmuste–Käesla tee 4,0 km
- 21180 – Kotlandi–Koki tee 5,0 km
- 21181 – Karala–Atla tee 4,9 km
- 21182 – Viki–Kurevere tee 8,1 km
- 21183 – Vana tammi tee 0,4 km
- 21184 – Ruhnu sadama tee 3,9 km

## Comté de Tartu
- 22101 – Tiksoja–Vorbuse tee 1,8 km
- 22102 – Vorbuse–Kardla tee 15,2 km
- 22103 – Tartu–Ilmatsalu–Rõhu tee 12,9 km
- 22104 – Rähni–Rahinge tee 2,9 km
- 22105 – Haage–Rahinge tee 3,7 km
- 22106 – Kardla–Tüki tee 2,7 km
- 22107 – Rootsi–Laeva–Siniküla tee 6,7 km
- 22110 – Ulila–Võllinge tee 9,3 km
- 22111 – Ulila kesktänav 1,3 km
- 22112 – Kaimi–Uula tee 1,8 km
- 22113 – Puhja–Reku tee 6,7 km
- 22114 – Puhja–Vihavu tee 4,6 km
- 22115 – Leegi–Rämsi tee 2,7 km
- 22116 – Puhja–Rämsi tee 3,7 km
- 22120 – Puhja–Konguta tee 11,4 km
- 22121 – Puhja kalmistu tee 0,8 km
- 22122 – Ulila–Laane tee 11,0 km
- 22123 – Puhja–Mõisanurme tee 2,5 km
- 22124 – Oru–Kavilda tee 1,6 km
- 22125 – Erika–Kandiküla tee 0,9 km
- 22126 – Peedimäe–Ilmatsalu tee 3,6 km
- 22127 – Asusilla–Pärna tee 3,1 km
- 22128 – Lemmatsi–Leilovi tee 2,1 km
- 22129 – Tõrvandi–Lemmatsi tee 3,9 km
- 22130 – Tartu–Ülenurme tee 3,0 km
- 22131 – Tõrvandi raudteeülesõidu tee 0,1 km
- 22132 – Ülenurme–Külitse tee 6,2 km
- 22133 – Reola–Unipiha tee 8,7 km
- 22134 – Tatra–Aarike tee 3,2 km
- 22135 – Kambja–Sirvaku tee 7,0 km
- 22136 – Kambja–Rebase tee 6,1 km
- 22137 – Kambja–Reolasoo tee 3,5 km
- 22138 – Kopamäe–Reolasoo tee 2,8 km
- 22140 – Tõrvandi–Roiu–Uniküla tee 14,7 km
- 22141 – Haaslava–Vana–Kuuste tee 9,6 km
- 22142 – Vana–Kuuste–Lootvina tee 10,0 km
- 22150 – Elva–Puhja tee 13,9 km
- 22152 – Vapramäe–Elva–Kalme tee 10,1 km
- 22153 – Vapramäe–Vellavere tee 5,4 km
- 22154 – Aiamaa–Nõo tee 4,6 km
- 22155 – Nõo–Tamsa tee 9,2 km
- 22156 – Vapramäe–Peedu–Uuta tee 1,3 km
- 22157 – Uuta–Pangodi tee 8,0 km
- 22158 – Elva–Kintsli tee 14,7 km
- 22159 – Elva–Palupera–Kähri tee 19,4 km
- 22160 – Elva–Rannu tee 14,1 km
- 22161 – Ervu–Konguta tee 5,4 km
- 22162 – Metsalaane–Kulli tee 9,3 km
- 22163 – Uueküla–Annikoru tee 2,9 km
- 22164 – Kureküla tee 1,2 km
- 22165 – Rannu puiestee 1,1 km
- 22166 – Rannu ringtee 1,4 km
- 22167 – Rannu–Paju tee 3,6 km
- 22168 – Kalme–Uderna tee 2,6 km
- 22169 – Kalme–Uderna jaama tee 2,2 km
- 22170 – Kirepi–Teedla–Valguta tee 8,1 km
- 22171 – Kalme–Tammiste–Teedla tee 4,7 km
- 22172 – Kirepi–Palupera tee 3,9 km
- 22173 – Rõngu kooli tee  0,9 km[2]
- 22174 – Valguta–Koruste tee 5,0 km
- 22175 – Valguta–Rannaküla tee 6,8 km
- 22176 – Vallapalu–Rannaküla tee 8,9 km
- 22179 – Käärdi–Kalme tee 3,2 km
- 22180 – Nõo–Kambja tee 10,6 km
- 22182 – Järiste–Luke mõisa tee 4,8 km
- 22183 – Luke–Unipiha tee 5,1 km
- 22184 – Pangodi–Luke mõisa tee 4,3 km
- 22185 – Pangodi–Vissi tee 8,8 km
- 22186 – Pangodi–Kodijärve tee 3,7 km
- 22187 – Nõo vanadekodu tee 1,4 km
- 22188 – Kambja–Kodijärve tee 12,3 km
- 22190 – Rõhu–Meeri–Tõravere tee 12,1 km
- 22191 – Nõo–Meeri tee 3,4 km
- 22192 – Soosilla–Nõgiaru tee 3,1 km
- 22193 – Külitse kaupluse tee 0,4 km
- 22194 – Külitse järve tee 1,9 km
- 22195 – Külitse–Haage tee 4,6 km
- 22196 – Uueküla–Karijärve tee 3,5 km
- 22197 – Poolemõisa–Annikoru tee 3,2 km
- 22198 – Nõo–Keeri tee 5,7 km
- 22199 – Rõngu pargi tee  0,6 km[2]
- 22200 – Tartu–Vahi  5,5 km[2]
- 22210 – Kõrveküla–Lähte tee 10,9 km
- 22211 – Kõrveküla–Vesneri tee 3,2 km
- 22212 – Väägvere–Tammistu tee 6,1 km
- 22213 – Kaarli–Ätte tee 3,9 km
- 22214 – Kaarli–Truhha–Sookalduse tee 9,6 km
- 22215 – Lammiku–Lähte tee 5,3 km
- 22216 – Võibla–Erala tee 2,8 km
- 22217 – Kärkna jaama tee 1,8 km
- 22220 – Lähte–Elistvere tee 9,8 km
- 22222 – Vedu–Kukulinna tee 5,5 km
- 22224 – Igavere–Saadjärve tee 3,4 km
- 22226 – Meoma–Kirepi tee 4,8 km
- 22227 – Koosa–Kirepi–Metsakivi tee 5,1 km
- 22228 – Kolkja–Sipelga tee 1,7 km
- 22229 – Lulli–Kikivere tee 3,4 km
- 22231 – Kobratu–Ellia tee 2,6 km
- 22232 – Vedu–Kikivere tee 5,1 km
- 22233 – Nigula–Pataste tee 8,4 km
- 22234 – Vara–Kaitsemõisa tee 9,6 km
- 22235 – Sookalduse–Selgise tee 6,7 km
- 22236 – Välgi–Sepa tee 2,2 km
- 22237 – Alatskivi–Pala tee 11,0 km
- 22238 – Kallaste–Kokora–Sõõru tee 16,2 km
- 22239 – Peatskivi–Savastvere tee 5,2 km
- 22240 – Koosa–Varnja tee 10,7 km
- 22241 – Alatskivi–Nina tee 4,1 km
- 22242 – Alatskivi–Varnja tee 15,1 km
- 22243 – Metsakivi–Kolkja tee 6,7 km
- 22244 – Kolkja tee 8,0 km
- 22245 – Sookalduse–Tammistu tee 7,8 km
- 22246 – Pilka–Tähemaa tee 14,0 km
- 22247 – Pilka–Kõivu tee 2,6 km
- 22248 – Kolkja parkla tee 0,4 km
- 22249 – Koosa tee 0,8 km
- 22250 – Luunja–Kavastu–Koosa tee 26,4 km
- 22251 – Põvvatu–Luunja tee 4,9 km
- 22252 – Lohkva–Kabina–Vanamõisa tee 6,9 km
- 22253 – Rõõmu–Viira tee 19,2 km
- 22254 – Põvvatu–Sahkapuu tee 2,5 km
- 22255 – Haki–Savikoja tee 2,6 km
- 22256 – Sava–Sääsküla tee 3,7 km
- 22260 – Vana–Kastre–Roiu tee 10,6 km
- 22261 – Kaagvere kooli tee 2,5 km
- 22262 – Haaslava–Aadami–Uniküla tee 12,0 km
- 22263 – Igevere–Vana–Kuuste tee 2,8 km
- 22264 – Uniküla–Vastse–Kuuste tee 11,9 km
- 22265 – Reola–Hammaste tee 14,5 km
- 22266 – Sillaotsa–Kriimani tee 4,9 km
- 22267 – Melliste–Heiti tee 6,3 km
- 22268 – Kurista–Kolli tee 6,4 km
- 22269 – Sooru–Kure tee 2,6 km
- 22270 – Vana–Kastre–Kastre–Võnnu tee 21,6 km
- 22271 – Võõpste kooli tee 0,3 km
- 22272 – Võnnu–Ibaste tee 0,7 km
- 22273 – Melliste–Võõpste tee 6,8 km
- 22274 – Mäksa–Tammevaldma tee 4,4 km
- 22275 – Vana–Kastre–Miku tee 2,3 km
- 22280 – Hammaste–Rasina tee 18,7 km
- 22281 – Poka–Issaku tee 2,0 km
- 22282 – Võnnu haigla tee 0,8 km
- 22285 – Lääniste–Vanamõisa tee 7,2 km
- 22286 – Kõnnu–Ahunapalu tee 14,8 km
- 22287 – Liispõllu–Järvselja–Aravu tee 13,3 km
- 22288 – Saki–Parapalu tee 6,4 km
- 22289 – Sikakurmu–Järvselja tee 5,2 km
- 22290 – Rasina–Meeksi tee 12,3 km
- 22291 – Meeksi–Mehikoorma tee 3,7 km
- 22294 – Mehikoorma–Meerapalu tee 20,6 km
- 22295 – Laaksaare tee 2,4 km
- 22296 – Jõepera tee 1,8 km

## Comté de Valga
- 23101 – Koikküla–Koiva–Laanemetsa tee 9,2 km
- 23103 – Kaagjärve–Pugritsa tee 3,1 km
- 23104 – Kaagjärve kooli–Rautina tee 1,0 km
- 23106 – Kirbu–Koikküla tee 11,1 km
- 23107 – Pikkjärve–Karula–Tollari tee 3,1 km
- 23108 – Kõpsi–Mõttuse tee 5,3 km
- 23109 – Lüllemäe–Kiiviti tee 3,2 km
- 23110 – Koikküla–Metsoja tee 8,7 km
- 23111 – Laanemetsa–Kirikuküla tee 0,8 km
- 23112 – Sooblase–Tsirgumäe tee 1,2 km
- 23113 – Taheva–Läti piiri tee 4,9 km
- 23114 – Laatre–Lüllemäe–Hargla tee 34,1 km
- 23115 – Kirbu–Valtina tee 6,0 km
- 23116 – Väheru–Tilsi tee 1,9 km
- 23117 – Tilsi–Soka tee 1,8 km
- 23119 – Valga–Suurekõrtsi tee 13,2 km
- 23120 – Jaanikese tee 2,2 km
- 23121 – Paju tee 1,9 km
- 23122 – Sooru–Piiri tee 5,3 km
- 23123 – Tõlliste–Uniküla–Õruste tee 11,1 km
- 23124 – Õruste–Laatre tee 5,5 km
- 23125 – Tsirguliina–Mõneku tee 3,3 km
- 23126 – ABT tee 0,9 km
- 23127 – Londi–Raavitsa tee 7,7 km
- 23128 – Lepa tee 3,2 km
- 23129 – Laatre–Antsla tee 16,4 km
- 23130 – Laksi–Vastsemõisa–Ansi tee 4,2 km
- 23131 – Õru–Keeni–Sikstina tee 10,5 km
- 23132 – Killinge–Lota tee 4,5 km
- 23133 – Keeni jaama tee 1,0 km
- 23134 – Vaalu–Siimu tee 2,7 km
- 23135 – Väheru–Tagula–Lauküla tee 16,2 km
- 23136 – Pringi–Restu tee 9,4 km
- 23137 – Puka tsehhi tee 0,6 km
- 23138 – Puka jaama tee 0,4 km
- 23139 – Mägiste jaama tee 0,5 km
- 23140 – Sihva–Vidrike–Kärgula–Järvere tee 35,6 km
- 23142 – Ruuna–Pringi tee 6,2 km
- 23143 – Oona–Puka–Kõrepi tee 10,1 km
- 23144 – Ametmäe–Punga–Rebaste tee 9,0 km
- 23145 – Ädu–Aalde tee 2,1 km
- 23146 – Puka–Meegaste tee 6,5 km
- 23149 – Salaku–Kengu tee 2,2 km
- 23150 – Aakre–Pühaste tee 6,8 km
- 23151 – Priipalu–Kuigatsi tee 3,4 km
- 23152 – Pukamõisa–Purtsi tee 7,7 km
- 23153 – Kuigatsi–Põru tee 2,5 km
- 23154 – Ilmjärve–Kontsu tee 5,6 km
- 23155 – Marjamäe–Tõutsi tee 6,3 km
- 23156 – Vastsemõisa–Truuta tee 6,2 km
- 23157 – Alaküla–Rüa tee 4,8 km
- 23160 – Otepää–Nüpli–Sihva tee 6,3 km
- 23161 – Poslovitsa–Pühajärve tee 2,4 km
- 23163 – Alajaama–Vana–Otepää tee 1,1 km
- 23164 – Palupera jaama tee 1,1 km
- 23165 – Tehase tee 0,8 km
- 23166 – Kaarna tee 0,4 km
- 23167 – Tõrva–Kirikuküla–Karjatnurme tee 10,6 km
- 23168 – Neeruti–Makita tee 7,0 km
- 23169 – Nõuni–Lasteaia tee 3,6 km
- 23170 – Kintsli–Nõuni tee 4,0 km
- 23171 – Lutike–Saluala tee 2,7 km
- 23173 – Hellenurme–Päidla tee 6,9 km
- 23174 – Hellenurme–Middendorffi tee 1,6 km
- 23175 – Pühajärve–Pukamõisa tee 18,0 km
- 23176 – Kannistiku–Koolitare tee 3,8 km
- 23177 – Palu–Arula tee 6,7 km
- 23178 – Arula–Sihva tee 4,9 km
- 23179 – Arula–Pringi tee 6,4 km
- 23180 – Restu–Sihva tee 7,7 km
- 23181 – Vana–Otepää–Kintsli tee 3,9 km
- 23182 – Rulli–Leebiku tee 4,2 km
- 23183 – Rulli–Jõgeveste tee 7,3 km
- 23184 – Asu–Soe tee 2,2 km
- 23185 – Rulli tee 1,0 km
- 23186 – Jõgeveste–Soe tee 9,0 km
- 23187 – Lõve–Riidaja tee 4,2 km
- 23188 – Helme–Oru tee 8,0 km
- 23189 – Põrga–Leebiku–Pikasilla tee 19,6 km
- 23190 – Tõrva–Jeti–Valgjärve tee 12,4 km
- 23191 – Käärikmäe–Koorküla tee 6,8 km
- 23192 – Jeti–Kiinimäe tee 4,8 km
- 23193 – Piiri–Jeti tee 13,0 km
- 23194 – Helme–Kirikuküla–Holdre tee 22,1 km
- 23195 – Otepää–Kääriku–Kurevere tee 17,1 km
- 23197 – Tõrva–Savi tee 1,0 km
- 23198 – Ala–Taagepera–Raiksilla tee 7,3 km
- 23199 – Karjatnurme–Holdre tee 7,9 km
- 23200 – Ala–Kähu tee 3,3 km
- 23201 – Puurina–Lüllemäe–Litsmetsa tee 32,7 km
- 23202 – Holdre–Läti piiri tee 3,0 km
- 23203 – Puide–Aitsra tee 5,9 km
- 23204 – Puka–Kuigatsi tee 5,6 km
- 23205 – Lustimõisa–Valtina tee 6,5 km
- 23206 – Rautina–Kaulina tee 3,6 km
- 23207 – Mäekalli–Aosilla tee 1,8 km
- 23208 – Hargla kooli–Kõivu tee 2,2 km
- 23209 – Laanemetsa–Taheva sanatooriumi tee 12,6 km
- 23210 – Laanemetsa–Koobassaare tee 8,2 km
- 23211 – Loosu–Vasila tee 4,2 km
- 23212 – Koobassaare–Rebasemõisa tee 10,0 km
- 23213 – Koikküla–Sarba tee 4,6 km
- 23214 – Kõpsi–Lepa tee 3,8 km
- 23215 – Karula–Ringiste tee 3,5 km
- 23216 – Nahapessja–Lilu tee 3,8 km
- 23217 – Tuulemäe–Meiga tee 2,1 km
- 23218 – Võime–Valtina tee 6,3 km
- 23219 – Tsili–Matu tee 2,1 km
- 23220 – Kaku–Mürgi–Leetuse tee 7,5 km
- 23221 – Tõlliste–Kaku tee 4,0 km
- 23222 – Vilaski–Tinuküla tee 4,3 km
- 23223 – Vilaski–Iigaste tee 1,5 km
- 23224 – Laatre–Kuiksilla tee 3,8 km
- 23225 – Lauküla tee 0,7 km
- 23226 – Lossiküla–Tiidu–Kooba tee 4,4 km
- 23227 – Lemmiku–Tiidu–Metsapargi tee 4,4 km
- 23228 – Elia tee 2,8 km
- 23229 – Lugu–Kraavi tee 4,1 km
- 23230 – Priipalu–Noorkõivu tee 2,8 km
- 23231 – Kuigatsi–Pikaantsu tee 3,0 km
- 23232 – Kuigatsi–Savikoja tee 4,0 km
- 23233 – Pedaste–Tagapää tee 1,9 km
- 23234 – Mihkli–Piiri tee 4,5 km
- 23235 – Pülme–Vanamõisa tee 4,7 km
- 23236 – Männiku–Pühajärve tee 3,8 km
- 23237 – Pedajamäe–Pühajärve tee 2,2 km
- 23238 – Raiga–Räbi–Nõuni–Lutike tee 13,1 km
- 23239 – Hellenurme–Mäelooga tee 4,3 km
- 23240 – Villemisilla–Pajumaa tee 3,9 km
- 23241 – Ülpre–Kure tee 7,5 km
- 23242 – Pühaste–Kure tee 4,6 km
- 23243 – Pikasilla–Karuküla tee 4,0 km
- 23244 – Kaubi–Maardina tee 3,6 km
- 23245 – Uhendi–Aedniku tee 2,7 km
- 23246 – Riidaja–Sälgu tee 3,2 km
- 23247 – Tõnise–Rilli tee 1,1 km
- 23248 – Suureküla tee 3,4 km
- 23249 – Mäidu–Vanamõisa tee 3,1 km
- 23250 – Raudsepa–Löövi tee 6,2 km
- 23251 – Ritsu–Mäeotsa tee 4,4 km
- 23252 – Keisripalu–Upruse tee 3,4 km
- 23253 – Solli–Pitstepuu tee 5,1 km
- 23254 – Kalme–Roobe tee 3,5 km
- 23255 – Kirikumõisa–Keskuse tee 0,6 km
- 23256 – Patküla–Savi tee 1,6 km
- 23257 – Patküla–Kimma tee 1,8 km
- 23258 – Roobe–Kimma tee 1,6 km

## Comté de Viljandi
- 24101 – Pilistvere–Imavere tee 8,2 km
- 24102 – Pilistvere–Kabala tee 8,3 km
- 24104 – Põhjaka–Tõrvaaugu–Võhma tee 22,4 km
- 24105 – Võhma tee 1,4 km
- 24107 – Võhmasaare–Jälevere tee 7,2 km
- 24109 – Kõo–Kolga-Jaani tee 19,2 km
- 24110 – Venevere–Tääksi tee 13,6 km
- 24111 – Tässi tee 3,9 km
- 24112 – Jaska–Võhma tee 14,3 km
- 24113 – Olustvere tee 1,5 km
- 24115 – Suure-Jaani–Navesti tee 5,1 km
- 24116 – Suure-Jaani–Olustvere tee 6,1 km
- 24117 – Lembitu linnuse tee 1,1 km
- 24118 – Olustvere jaama tee 0,2 km
- 24119 – Jaska tee 3,4 km
- 24120 – Jaska–Aimla tee 12,9 km
- 24121 – Ülde tee 1,1 km
- 24122 – Mudiste–Tääksi tee 3,4 km
- 24123 – Vastemõisa–Võlli–Suure-Jaani tee 20,0 km
- 24124 – Viljandi–Suure-Jaani tee 22,5 km
- 24125 – Epra–Kildu tee 5,5 km
- 24126 – Epra–Sürgavere–Klaassepa tee 16,0 km
- 24127 – Mudiste–Kobruvere tee 9,5 km
- 24128 – Kildu–Oksa–Tõramaa tee 24,7 km
- 24129 – Vöivaku–Kuhjavere tee 5,6 km
- 24130 – Auksi tee 3,6 km
- 24131 – Taari–Auksi tee 11,5 km
- 24132 – Kolga-Jaani–Oiu tee 15,7 km
- 24133 – Kolga-Jaani–Leie tee 15,9 km
- 24134 – Päovere tee 3,0 km
- 24135 – Lalsi–Vaibla tee 11,7 km
- 24136 – Kuudeküla tee 3,2 km
- 24137 – Peetrimõisa–Karula–Kile tee 5,4 km
- 24138 – Karula tee 1,7 km
- 24140 – Vana–Võidu tee 3,1 km
- 24141 – Jakobi tee 2,6 km
- 24142 – Tusti tee 0,8 km
- 24143 – Uusna tee 1,9 km
- 24144 – Uusna–Saareküla tee 3,9 km
- 24145 – Valma–Väluste tee 11,5 km
- 24147 – Jämejala tee 2,6 km
- 24148 – Oksa–Pärsti tee 4,8 km
- 24149 – Vastemõisa–Kõpu tee 16,2 km
- 24150 – Viljandi–Metsküla tee 10,6 km
- 24151 – Kõpu–Tõramaa–Jõesuu tee 37,5 km
- 24152 – Päri–Alustre–Lõmsi tee 8,1 km
- 24153 – Tohvri tee 5,6 km
- 24155 – Viljandi–Väluste–Mustla tee 28,3 km
- 24156 – Viiratsi–Mustapali tee 12,8 km
- 24157 – Raudna–Loodi tee 9,4 km
- 24158 – Ramsi tee 2,9 km
- 24159 – Viljandi–Heimtali tee 5,8 km
- 24160 – Loodi–Nõmme tee 6,5 km
- 24161 – Nõmme–Supsimari tee 6,3 km
- 24162 – Loodi–Helme tee 38,0 km
- 24163 – Mustla–Mõnnaste tee 9,5 km
- 24164 – Holstre–Mõnnaste tee 8,1 km
- 24165 – Paistu–Holstre tee 5,1 km
- 24166 – Paistu–Sultsi tee 3,2 km
- 24167 – Heimtali–Uue-Kariste–Abja-Paluoja tee 26,9 km
- 24168 – Uue–Kariste–Supsi tee 6,1 km
- 24169 – Päidre tee 6,7 km
- 24170 – Rimmu–Kaarli tee 11,5 km
- 24171 – Niguli–Sammaste tee 5,2 km
- 24172 – Sultsi–Abja–Paluoja tee 20,2 km
- 24173 – Kärstna–Raassilla tee 11,9 km
- 24174 – Mustla–Pahuvere tee 12,9 km
- 24176 – Mustla–Kärstna tee 11,9 km
- 24179 – Kivilõppe tee 4,0 km
- 24180 – Veelikse–Vana-Kariste tee 8,0 km
- 24181 – Abja-Paluoja–Sarja–Tõlla tee 14,0 km
- 24182 – Abja-Paluoja–Vana-Kariste–Kamali tee 14,9 km
- 24183 – Ahimäe tee 3,2 km
- 24184 – Ahimäe–Pahuvere tee 7,6 km
- 24185 – Morna–Tuhalaane tee 5,3 km
- 24186 – Õisu tee 4,1 km
- 24187 – Ülemõisa–Polli tee 7,2 km
- 24188 – Karksi–Nuia–Halliste tee 9,7 km
- 24189 – Kulla–Pöögle tee 5,2 km
- 24190 – Kaali tee 3,5 km
- 24191 – Polli tee 2,5 km
- 24193 – Karksi–Nuia–Anikatsi tee 13,2 km
- 24194 – Karksi–Ainja tee 4,4 km
- 24195 – Sudiste tee 3,8 km
- 24196 – Suislepa–Leebiku tee 8,8 km
- 24197 – Suislepa tee 0,8 km
- 24198 – Kärstna–Vooru tee 11,0 km
- 24199 – Lopa–Äriküla tee 10,1 km
- 24201 – Abja–Paluoja–Läti piiri tee 9,8 km
- 24202 – Penuja–Lilli tee 13,0 km
- 24203 – Veelikse–Laatre–Läti piiri tee 15,0 km
- 24205 – Mõisaküla–Jäärja tee 10,2 km
- 24207 – Peetrimõisa–Peedi tee 2,1 km
- 24210 – Kirivere tee 1,8 km
- 24212 – Lalsi–Kaavere tee 3,3 km
- 24213 – Kaavere–Leie tee 8,8 km
- 24214 – Laane tee 1,0 km
- 24215 – Metsküla–Kildu tee 10,0 km
- 24216 – Tänassilma–Rebasteoja tee 5,7 km
- 24217 – Tänassilma–Treieri tee 7,6 km
- 24218 – Jänese–Pirmastu tee 5,9 km
- 24219 – Kipi tee 3,0 km
- 24220 – Väluste–Mõnnaste tee 3,7 km
- 24221 – Kiviküla tee 4,0 km
- 24222 – Ämmuste tee 3,4 km
- 24223 – Uue–Kariste–Vana–Kariste tee 9,9 km
- 24224 – Halliste–Rakitsa tee 5,8 km
- 24225 – Päigiste tee 0,8 km
- 24226 – Kamara–Peraküla tee 6,7 km
- 24227 – Abjamõisa tee 4,7 km
- 24228 – Metsaleeli tee 2,9 km
- 24229 – Penniküla tee 2,5 km
- 24230 – Sinijärve–Äriküla tee 5,4 km
- 24231 – Reegoldi–Kolgioja tee 7,2 km
- 24232 – Savikoti–Pärsti tee 4,0 km
- 24233 – Soolalao tee 1,2 km

## Comté de Võru
- 25101 – Visela–Kuldre tee 4,3 km
- 25102 – Vana–Antsla–Lüllemäe tee 15,3 km
- 25103 – Vaabina–Sõmerpalu tee 13,9 km
- 25104 – Keema–Ruhingu tee 4,3 km
- 25106 – Plaani–Pari–Kündja tee 9,3 km
- 25107 – Visela–Kassi tee 4,0 km
- 25108 – Tsooru–Krabi tee 23,1 km
- 25109 – Tsooru–Kangsti tee 8,9 km
- 25110 – Sänna–Luhametsa–Tsooru tee 13,4 km
- 25111 – Jaama–Ristemäe tee 9,8 km
- 25112 – Rõuge–Vastse–Roosa tee 27,4 km
- 25113 – Ruhingu–Linnamäe tee 7,5 km
- 25114 – Lümatu–Urvaste–Koigu tee 6,8 km
- 25115 – Linnamäe–Säre tee 13,6 km
- 25116 – Rimmi–Keema tee 5,9 km
- 25117 – Vana–Antsla–Kraavi tee 2,4 km
- 25118 – Kuldre–Tagula tee 8,1 km
- 25119 – Urvaste kalmistu tee 0,3 km
- 25120 – Kikkaoja–Savira tee 1,9 km
- 25121 – Ahelo–Hürova tee 3,4 km
- 25122 – Vana–Roosa–Hürova tee 7,6 km
- 25123 – Linnumäe–Kärgula tee 4,6 km
- 25124 – Uue–Antsla–Vana–Antsla tee 2,5 km
- 25125 – Kapera–Härmä tee 5,3 km
- 25126 – Kobela–Ohkatsi tee 3,2 km
- 25127 – Holopi–Hellekunnu tee 11,2 km
- 25128 – Husari–Sooküla–Hinsa tee 10,7 km
- 25130 – Kääpa–Obinitsa–Võmmorski–Petseri tee 32,4 km
- 25131 – Rõuge–Verijärve tee 11,6 km
- 25132 – Rõuge–Vastseliina tee 25,3 km
- 25133 – Räpo–Uue-Saaluse tee 5,7 km
- 25134 – Sõmerpalu–Mustahamba tee 14,0 km
- 25135 – Kasaritsa–Kubja tee 4,4 km
- 25136 – Navi–Väimela tee 4,9 km
- 25138 – Tootsi–Kasaritsa tee 5,3 km
- 25139 – Palli–Ruusmäe tee 6,5 km
- 25141 – Kirikuküla–Koigu tee 7,8 km
- 25142 – Haanja–Kündja tee 9,3 km
- 25143 – Saarlasõ–Kääraku tee 9,9 km
- 25144 – Palometsa–Sammuka tee 2,0 km
- 25145 – Võru kaubajaama tee 1,4 km
- 25146 – Umbsaare tee 0,8 km
- 25147 – Parksepa–Väimela tee 1,2 km
- 25148 – Rõuge–Kurgjärve–Haanja tee 9,0 km
- 25149 – Väimela–Kääpa tee 9,1 km
- 25150 – Raiste–Oosula–Varese tee 10,6 km
- 25151 – Mustassaare tee 2,8 km
- 25152 – Luutsniku–Ruusmäe tee 6,4 km
- 25153 – Kääpa–Tsolgo tee 4,6 km
- 25154 – Plaani–Kokõmäe tee 6,5 km
- 25155 – Otsa–Pindi tee 7,2 km
- 25157 – Rõuge rahvamaja tee 1,1 km
- 25158 – Viitka–Tiilige tee 6,8 km
- 25160 – Käätso–Kasaritsa tee 5,5 km
- 25161 – Kose–Käbli tee 28,6 km
- 25162 – Vastseliina–Loosi tee 8,7 km
- 25163 – Külaoru–Kapera tee 3,9 km
- 25164 – Vana–Vastseliina–Käänu tee 20,6 km
- 25165 – Vastseliina–Kirikumäe tee 6,0 km
- 25166 – Missokülä–Laura tee 6,9 km
- 25167 – Korski–Veretinä tee 2,3 km
- 25168 – Meremäe–Tsirgu–Antkruva tee 10,1 km
- 25169 – Kalatsova–Kuksina tee 2,6 km
- 25170 – Kitsõ–Sirgova tee 5,1 km
- 25171 – Vana-Saaluse–Kõo tee 8,3 km
- 25172 – Halla–Holsta tee 1,8 km
- 25173 – Pältre–Keldo tee 6,5 km
- 25174 – Miikse–Vatsa tee 4,3 km
- 25175 – Ruusmäe–Kuklase tee 3,7 km
- 25176 – Vastseliina–Vana-Saaluse tee 4,3 km
- 25177 – Tsiistre–Misso–Rammuka tee 14,3 km
- 25178 – Määsi–Kiviora tee 10,9 km
- 25179 – Vakari–Pari–Tsiistre tee 13,3 km
- 25180 – Tobrova–Uusvada–Kitsõ tee 3,6 km
- 25181 – Meremäe–Miikse tee 4,5 km
- 25182 – Vastseliina–Meremäe–Kliima tee 27,9 km
- 25183 – Antsla–Kanepi tee 28,0 km
- 25184 – Metstaga–Sadramõtsa tee 4,5 km
- 25185 – Riidmäe–Trolla tee 2,0 km
- 25186 – Rõuge–Rebäse–Haanja tee 8,3 km
- 25187 – Lasva–Pikakannu tee 4,0 km
- 25188 – Kaugu–Hurda tee 7,3 km
- 25189 – Varstu–Tagakolga tee 10,1 km
- 25190 – Vana–Vastseliina–Panikovitsi tee 5,4 km
- 25191 – Tobrova–Helbi tee 5,8 km
- 25192 – Veretinä–Polovina tee 2,1 km
- 25193 – Lindora–Vana–Vastseliina tee 10,6 km
- 25194 – Antsla–Haabsaare tee 9,9 km
- 25195 – Käätso–Rõuge–Luutsniku tee 24,7 km
- 25196 – Mehka–Saru tee 3,3 km
- 25197 – Kuutsi–Peebu tee 2,2 km
- 25198 – Mehka–Vastse–Roosa tee 9,0 km
- 25199 – Mõniste–Tiitsa–Karisöödi tee 12,2 km
- 25202 – Navi–Tagaküla tee 4,8 km
- 25203 – Rõuge haigla tee 0,8 km
- 25204 – Ööbikuoru tee 0,6 km
- 25205 – Pihleni–Kassi tee 3,9 km
- 25206 – Korski–Küllätüvä tee 1,6 km
- 25207 – Vaabina raudteejaama tee 2,1 km
- 25208 – Siksälä–Kiviora tee 3,4 km
- 25209 – Kaagu–Kerepäälse tee 3,9 km
- 25210 – Ortuma–Hinsa tee 4,3 km
- 25211 – Vastseliina koolimaja tee 0,7 km
- 25212 – Meremäe–Petseri tee 4,3 km
- 25213 – Parmupalu–Hintsiko tee 5,0 km
- 25214 – Muuga–Hänike tee 5,1 km
- 25215 – Nursi–Rõuge tee 6,4 km
- 25216 – Kubja–Roosisaare tee 7,6 km
- 25217 – Tursa tee 1,2 km
- 25218 – Mäe–Suhka–Puspuri tee 2,1 km
- 25219 – Tiilige–Ritsiko tee 7,0 km
- 25220 – Vastseliina–Heinasoo tee 3,2 km
- 25221 – Hinsa–Vana-Saaluse tee 2,7 km
- 25222 – Kollino tee 6,0 km
- 25223 – Puspuri–Hulaku tee 4,4 km
- 25224 – Kiislova tee 2,0 km
- 25225 – Holsta–Voki–Halla tee 3,3 km
- 25226 – Kellamäe tee 6,0 km
- 25227 – Viitina–Heibri tee 3,9 km
- 25228 – Murati–Sarise tee 4,1 km
- 25229 – Külaoru–Hinsa tee 4,3 km
- 25230 – Halla–Hinsa tee 2,2 km
- 25231 – Kikkaoja–Roosiku tee 3,1 km
- 25232 – Haabsaare–Kaika tee 1,4 km
- 25233 – Trei–Kirumpää tee 1,9 km
- 25234 – Luutsniku–Plaani tee 7,6 km
- 25235 – Vaabina–Ruhingu tee 6,1 km
- 25236 – Käbli–Murati tee 3,7 km
- 25237 – Savimäe tee 0,3 km
- 25238 – Võrumõisa tee 1,9 km
- 25239 – Pindi–Verijärve tee 14,1 km
- 25241 – Paidra–Tsolgo–Joosu tee 9,0 km
- 25242 – Varstu tee 2,2 km
- 25245 – Haabsaare–Saru tee 17,5 km
- 25246 – Saru–Kuutsi tee 1,2 km
- 25247 – Pikakannu–Madala tee 5,4 km
- 25248 – Antsla–Sänna tee 23,7 km
- 25249 – Sänna–Rõuge tee 8,1 km
- 25250 – Haanja–Vaskna–Uue-Saaluse tee 3,1 km
- 25251 – Vaabina–Turumõisa–Säre tee 5,4 km